# پرواز شماره ۷۵۲ هواپیمایی بین‌المللی اوکراین
پرواز شمارهٔ ۷۵۲ هواپیمایی بین‌المللی اوکراین، پروازی مسافربری متعلق به هواپیمایی بین‌المللی اوکراین از مبدأ تهران به مقصد کی‌یف بود که در ۱۸ دی ۱۳۹۸ (۸ ژانویه ۲۰۲۰) هدف شلیک پدافند هوایی سپاه پاسداران انقلاب اسلامی قرار گرفت و ساقط شد. همهٔ ۱۷۶ سرنشین این پرواز جان باختند. با وجود شواهد بسیاری که حاکی از حمله موشکی سپاه پاسداران بود، حکومت جمهوری اسلامی و سپاه برای سه روز شلیک موشک را انکار کردند، اما نهایتاً با افشای مدارک و آثار شلیک موشک ضدهوایی تور و فشارهای مجامع بین‌الملل در ۲۱ دی ۱۳۹۸ مسئولیت آن را برعهده گرفتند. این تنها سانحه هوایی ساقط کردن هواپیمای تجاری توسط نیروی نظامی کشور مبدأ یا مقصد است.
این هواپیما در ۱۸ دی ۱۳۹۸ (۸ ژانویه ۲۰۲۰) ساعت ۶:۱۹ صبح، اندکی پس از برخاستن از فرودگاه بین‌المللی امام خمینی هدف دو موشک قرار گرفت که به فاصلهٔ ۲۴ ثانیه از سامانهٔ موشکی تور پدافند هوایی سپاه پاسداران شلیک شدند. کمی بعد این هواپیما در نزدیکی شاهدشهر استان تهران سقوط کرد و همهٔ ۱۷۶ سرنشین آن جان باختند. در روز بعد، مقامات اطلاعاتی آمریکایی اعلام کردند که تصاویر ماهواره‌های شناسایی مادون قرمز مستقر در فضا با اطمینان شلیک و نزدیک شدن دو موشک سطح به هوا به بدنهٔ هواپیما را نشان می‌دهد. مقامات دفاعی انگلیس، ارزیابی آمریکایی‌ها در مورد برخورد موشک را تأیید کردند و نخست‌وزیر کانادا، جاستین ترودو، اظهار داشت شواهد نشان می‌دهد که این هواپیما توسط یک موشک ایرانی ساقط شده است. نیویورک تایمز با بررسی یکی از فیلم‌های منتشر شده در شبکه‌های مجازی که لحظهٔ برخورد موشک به هواپیما را نشان می‌داد، صحت آن را با نظر کارشناسان خود تأیید کرد.
سخنگوی دولت ایران اما بی‌درنگ هرگونه برخورد موشک را تکذیب کرد و آن را «عملیات روانی دولت آمریکا» خواند. حسن روحانی، رئیس‌جمهور وقت، در تماسی تلفنی با ولودیمیر زلنسکی، رئیس‌جمهور اوکراین برای «رفع اتهام‌ها» از تشکیل تیم مشترکی از کارشناسان دو کشور و سایر کشورهای مرتبط برای بررسی دقیق علت حادثه خبر داد. در پی آن هیئت ملی ایمنی حمل و نقل آمریکا در ۲۰ دی در بیانیه‌ای اعلام کرد که در تحقیقات مربوط به سقوط این هواپیما حضور خواهد داشت. با وجود تحلیل‌ها و خبرسازی‌های مختلف از سوی جمهوری اسلامی، همچنین پنهان‌کاری‌ها و تکذیب‌های متوالی آن‌ها، در نهایت در تاریخ ۲۱ دی ۱۳۹۸، شلیک موشک به پرواز ۷۵۲ توسط ستاد کل نیروهای مسلح ایران تأیید شد. دلیل شلیک موشک به این هواپیمای مسافربری، در اطلاعیه ستاد کل نیروهای مسلح، «خطای انسانی غیرعمد در تشخیص شیء پرنده» اعلام شده است. با وجود پنهان‌کاری‌های سه روزه، فایل صوتی جواد ظریف، وزیر خارجه وقت جمهوری اسلامی، نشان داد که مقامات سپاه پاسداران بلافاصله پس از واقعه می‌دانستند که هواپیما در اثر شلیک موشکی سپاه سقوط کرده است.
تأیید سرنگونی هواپیما توسط سپاه، منجر به اعتراضات دی ۱۳۹۸ ایران شد. در روز شنبه ۲۱ دی ۱۳۹۸، دانشجویان و مردم معترض برابر دانشگاه‌های امیرکبیر و شریف تهران دست به تجمع و تظاهرات زده و علیه «دروغ‌گویی» و «پنهان‌کاری» مسئولان حکومت شعار دادند و خواستار استعفا و محاکمه علی خامنه‌ای به عنوان فرمانده کل نیروهای مسلح شدند. دانشجویان همچنین تصاویر و بنرهای قاسم سلیمانی را پاره کرده یا به آتش کشیدند.
تقریباً ۱ سال بعد از سرنگونی، گزارشگر ویژه سازمان ملل در گزارش خود نوشت که توضیحات مقامات ایرانی در خصوص وقایع سرنگونی این هواپیما «مملو از تناقض است. این توضیحات با واقعیت‌ها، ارزیابی‌های فنی بسیاری از کارشناسان، مغایرت دارند.» و «به نظر می‌رسد برخی مدارک مرتبط با آن واقعه نابود شده باشد.». آنها همچنین گفتند، حکومت ایران دربارهٔ علت سقوط هواپیما دروغ می‌گوید. بر اساس حکم دادگاه عالی انتاریو، شلیک سپاه پاسداران به این هواپیما عامدانه و تروریستی بوده و وزارت خارجه کانادا این حکم را به وزارت خارجه جمهوری اسلامی ابلاغ کرده است. در تاریخ ۱۳ بهمن، خبرگزاری اطلاعات و اخبار مستقل اوکراین، یونیان، اقدام به انتشار مکالمات برج مراقبت فرودگاه تهران در روز ساقط شدن هواپیمای اوکراینی کرد که براساس آن برج مراقبت فرودگاه امام خمینی از طریق خلبان پرواز «هواپیمایی آسمان» در همان لحظه در جریان شلیک موشک و ساقط شدن هواپیمای اوکراینی قرار گرفته بوده است. جاستین ترودو نخست‌وزیر کانادا با صدور بیانیه‌ای در تاریخ ۳ دی ۱۳۹۹، اعلام کرد دولت کانادا ۸ام ژانویه هر سال را به عنوان روز ملی بزرگداشت قربانیان حوادث هوایی تعیین می‌کند.
این سانحه، مرگبارترین سانحه هوایی بوئینگ ۷۳۷ پس از پرواز ۶۱۰ در اندونزی، چهارمین سانحه مرگبار حوادث هوایی ساقط کردن هواپیماهای مسافربری پس از پرواز ۱۷ مالزی ایرلاینز، پرواز ۶۵۵ ایران ایر و پرواز ۰۰۷ کورین ایرلاینز و مرگبارترین سانحه هوایی جهان از اکتبر ۲۰۱۸ تاکنون می‌باشد؛ همچنین تعداد قابل توجهی از مسافران شهروندان کانادا بودند؛ از این حیث این سقوط، بزرگ‌ترین تلفات جانی کشور کانادا در صنعت هوانوردی پس از بمب‌گذاری تروریستی پرواز ۱۸۲ ایر ایندیا (هند) را شامل می‌شود.

## پرواز و سانحه
این پرواز توسط هواپیمایی بین‌المللی اوکراین، که حامل پرچم و بزرگ‌ترین خط هوایی این کشور است برای سفر از مبدأ فرودگاه بین‌المللی امام خمینی تهران به مقصد فرودگاه بین‌المللی بوریسپیل، کی‌یف، پایتخت اوکراین برنامه‌ریزی شده بود. مقامات اورژانس حضور ۱۷۶ سرنشین از جمله ۹ خدمهٔ پروازی و ۹ خردسال را در این پرواز تأیید کرده‌اند.
پرواز ۷۵۲ قرار بود ساعت ۰۵:۱۵ به وقت محلی تهران (یوتی‌سی ۳:۳۰+) به پرواز درآید، اما با تأخیر مواجه شد. کمتر از ۱ ساعت بعد، این هواپیما از ایستگاه ۱۱۶ خارج شد و در ساعت ۰۶:۱۲ به وقت تهران از باند ۲۹ آر از زمین بلند شد. پیش‌بینی می‌شد که این پرواز ساعت ۸:۰۰ به وقت محلی (یوتی‌سی ۲:۰۰+) به مقصد خود برسد.
در ساعت ۰۶:۱۴، یعنی کمتر از ۳ دقیقه پس از برخاستن هواپیما از باند فرودگاه، آخرین داده در سیستم ای‌دی‌اس-بی که یک سیستم نظارتی برای رهگیری هواپیماهاست، ثبت شده، طبق این اطلاعات آخرین ارتفاع ثبت‌شدهٔ هواپیما در ارتفاع ۷٬۹۲۵ فوت (۲٬۴۱۶ متر) بالاتر از سطح دریا با سرعت زمینی ۲۷۵ گره (۵۰۹ کیلومتر بر ساعت) ثبت شده است. با احتساب ارتفاع ۱۰۰۷ متری فرودگاه از سطح دریا، هواپیمای سانحه‌دیده در آخرین اطلاعات ثبت‌شدهٔ خود، ۴٬۶۲۰ فوت (۱٬۴۱۰ متر) از سطح زمین ارتفاع داشته که ناگهان سیستم‌های ثبت‌کنندهٔ ارتفاع و رهگیری هواپیما از کار افتادند و این هواپیما در ۱۵ کیلومتری شمال فرودگاه در نزدیکی روستای خلج آباد شهرستان شهریار سقوط کرد. این سانحه حدود چهار ساعت پس از حملات موشکی تلافی‌جویانهٔ ایران به مواضع ایالات متحده آمریکا در عراق، در انتقام به ترور قاسم سلیمانی، اتفاق افتاد. در شبکه‌های اجتماعی ویدیوهایی منتشر شده است که به‌طور دقیق لحظه سقوط را نشان می‌دهد. این فیلم‌ها حاکی از آن‌اند که این هواپیما هنگام سقوط در حال آتش‌سوزی بوده و برخی از قسمت‌های آن در آسمان از بدنه جدا می‌شوند و پس از سقوط، منفجر می‌شوند. دو موشک به هواپیمای اوکراین برخورد کرد که هواپیما بعد از برخورد موشک اول نیز به پرواز ادامه می‌دهد و بعد از آن درحالی‌که در آتش می‌سوزد در یک مسیر مدور به طرف فرودگاه برمی‌گردد. ویدئوی دیگری که توسط یک رهگذر گرفته شده نشان می‌دهد که هواپیما در ساعت ۶:۱۹ دقیقه به زمین برخورد می‌کند.
اندکی پس از این حادثه، مرکز مدیریت حوادث و فوریت‌های پزشکی (اورژانس) با ۲۲ دستگاه آمبولانس، چهار اتوبوس آمبولانس و یک بالگرد وارد عمل شدند اما آتش‌سوزی شدید مانع تلاش برای نجات شد. بقایای هواپیمای سانحه‌دیده در یک منطقه وسیع پراکنده شد و هیچ بازمانده‌ای از آن در محل سقوط با مختصات ۳۵°۳۳′۴۰″ شمالی و ۵۱°۰۶′۱۴″ شرقی مشاهده نشد.

## هواپیما

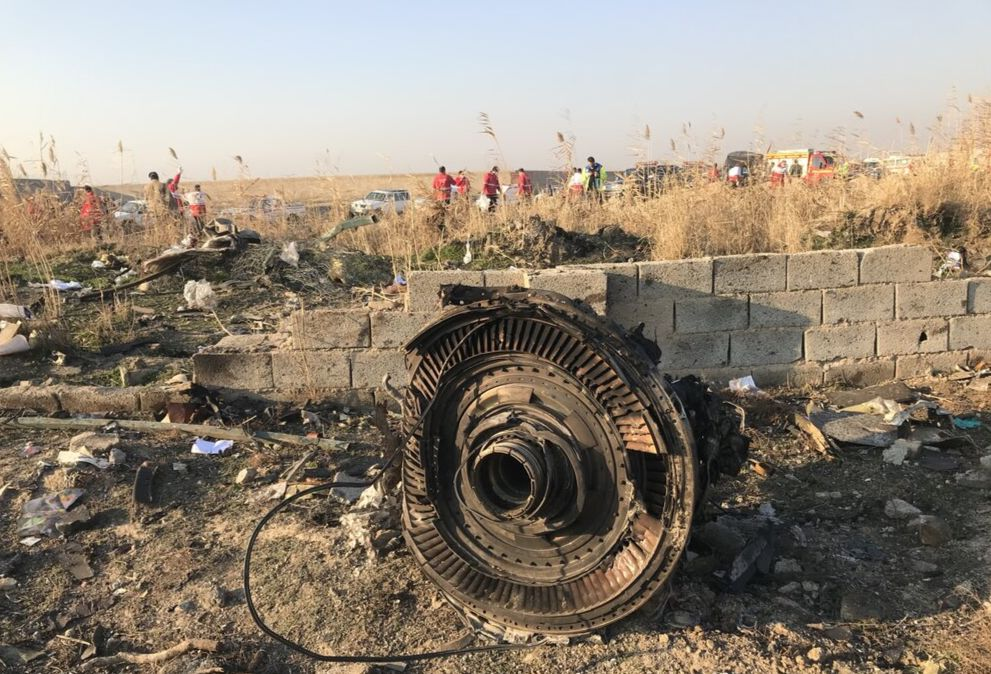
لاشه هواپیمای پرواز ۷۵۲ اوکراین که بخشی از موتور آن دیده می‌شود

هواپیمای این پرواز از نوع بوئینگ 737-8KV، با شماره سریال ۳۸۱۲۴ و کد ثبتی UR-PSR بود که در زمان سقوط ۳٫۵ سال عمر داشت. این هواپیما نخستین‌بار در ۲۱ ژوئن ۲۰۱۶ پرواز کرد و در ۱۹ ژوئیه ۲۰۱۶ تحویل خط هوایی اوکراین داده شد. هواپیمای مذکور نخستین هواپیمای ۷۳۷ سری نو بود که توسط شرکت هواپیمایی بین‌المللی اوکراین خریداری شده است.

## مسافران و خدمه

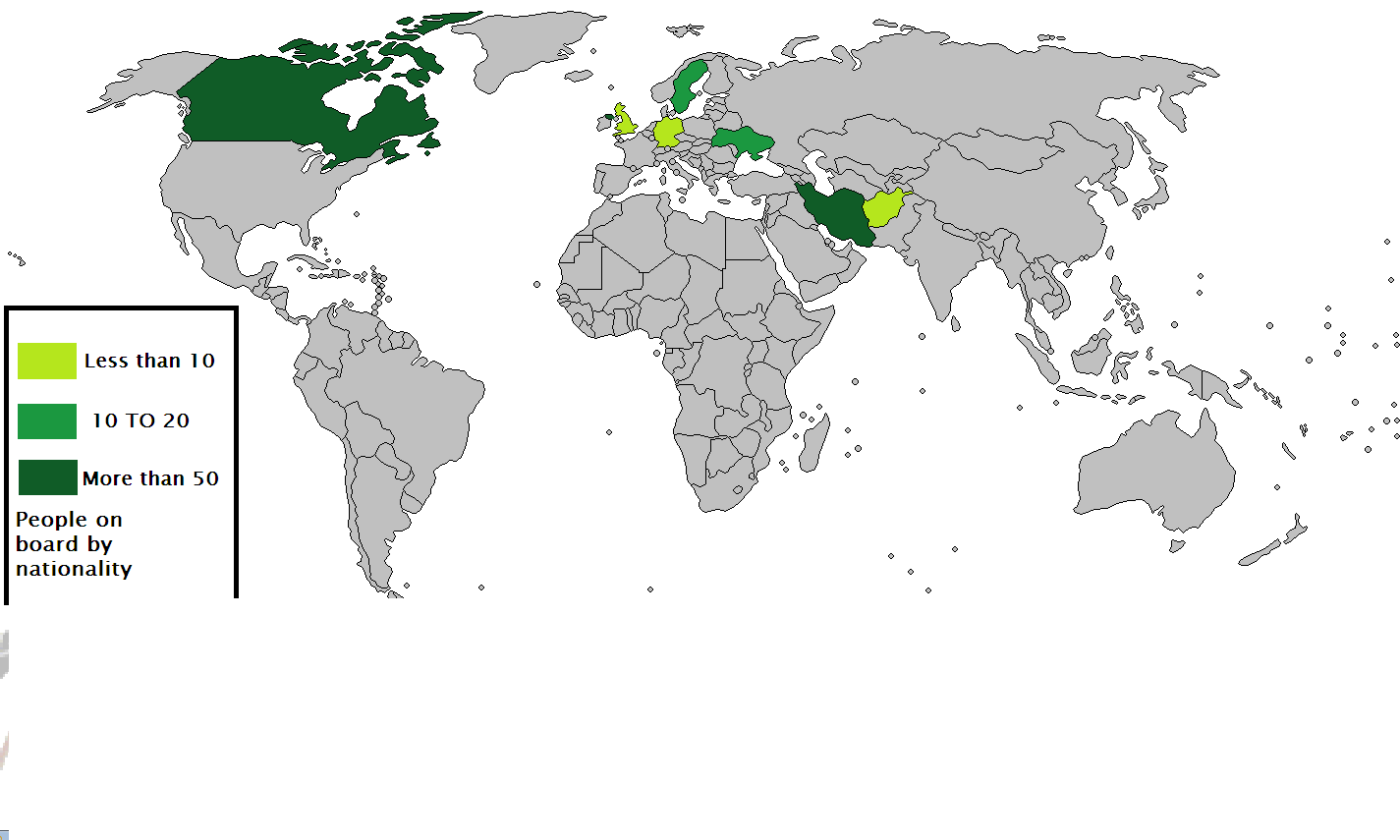
آمار مسافران پرواز شماره ۷۵۲ هواپیمایی بین‌المللی اوکراین بر اساس ملیت

به گفته سخنگوی سازمان هواپیمایی کشوری ایران، تعداد دقیق سرنشینان این هواپیما ۱۷۶ نفر است که از این تعداد ۱۶۷ مسافر و ۹ خدمهٔ پروازی بوده‌اند. رسانه‌های دولتی ایران در ابتدا گزارش داده بودند که این هواپیما ۱۸۰ سرنشین داشته است. ایسنا دربارهٔ مسافران این پرواز نوشت: بیشتر مسافران این هواپیما ایرانی بودند، با این حال برخی از اتباع خارجی نیز در این پرواز حضور داشته‌اند. پس از آن مقامات تأیید کردند که حداقل ۱۳۹ نفر در این هواپیما، ایرانی بوده‌اند که بیشتر آن‌ها پس از تعطیلات زمستانی از طریق اوکراین به کانادا بازمی‌گشتند. نخست‌وزیر کانادا، جاستین ترودو گفته است که از ۱۶۷ مسافر، ۱۳۸ نفر قصد سفر به کانادا داشته‌اند. بسیاری از این مسافران ایرانیان کانادایی بودند که به عنوان دانشجو یا محقق دانشگاه‌های کانادا برای تعطیلات زمستانی به ایران سفر کرده بودند. از این حیث این سقوط، بزرگ‌ترین تلفات جانی کشور کانادا در صنعت هوانوردی از زمان بمب‌گذاری سال ۱۹۸۵ پرواز شماره ۱۸۲ خطوط هوایی هند را شامل می‌شود.
علاوه بر مسافران، شش مهماندار و سه خلبان در این پرواز حضور داشتند. گروه خلبانی این هواپیما را افراد زیر تشکیل می‌دادند:
1. کاپیتان ولدیمیر گپوننکو (Volodymyr Gaponenko) با سابقه ۱۱۶۰۰ ساعت پرواز با هواپیمای ۷۳۷ شامل ۵۵۰۰ ساعت پرواز به عنوان کاپیتان
2. خلبان مربی اولکسی ناومکین (Oleksiy Naumkin) با سابقه ۱۲۰۰۰ هزار ساعت پرواز با هواپیمای ۷۳۷ شامل ۶۶۰۰ ساعت پرواز به عنوان کاپیتان
3. کمک خلبان سرهی خومنکو (Serhii Khomenko) با سابقه ۷۶۰۰ ساعت پرواز با بویینگ ۷۳۷[۵۸]

به گفتهٔ علی ربیعی، سخنگوی وقت دولت ایران، این هواپیما ۱۷۶ نفر سرنشین داشته که شامل ۷۰ مرد، ۸۱ زن، ۱۵ کودک و یک نوزاد و ۹ خدمه پرواز بودند. همچنین براساس اعلام وادیم پریستایکو، وزیر امور خارجهٔ اوکراین و لیست پروازی که توسط شرکت هواپیمایی منتشر شد، ۸۲ نفر با تابعیت ایرانی، ۶۳ کانادایی، ۱۱ اوکراینی، ۱۰ سوئدی، ۴ شهروند افغانستان، ۳ آلمانی و ۳ بریتانیایی قربانیان سقوط این هواپیما هستند. این در حالی است که وزارت امور خارجه آلمان حضور ۳ شهروند خود را تکذیب کرد. براساس گزارش خبرگزاری آلمان، این سه نفر در آلمان به عنوان پناهجو خود را معرفی کرده بودند اما شهروند آلمان نبودند.
اختلاف ظاهری موجود در این گزارش‌ها به این دلیل است که تقریباً نیمی از مسافران تابعیت دوگانه داشته‌اند و ایران هم اتباع دوگانه را فقط به عنوان شهروندان ایرانی می‌شناسد. این مسافران هنگام ورود و خروج از کشور باید از گذرنامه‌های ایرانی خود استفاده کنند و بنابراین به عنوان ایرانی در مراجع مرزی ایران ثبت می‌شوند اما برای سوار شدن به هواپیما پاسپورت غیر ایرانی را به خط هوایی ارائه می‌نمایند.
| تلفات     | تلفات                     | تلفات                   | تلفات |
| ملیت      | مسافرها به نقل از اوکراین | مسافرها به نقل از ایران | خدمه  |
| --------- | ------------------------- | ----------------------- | ----- |
| ایران     | ۸۲                        | ۱۴۶                     | ۰     |
| کانادا    | ۶۳                        | ۵                       | ۰     |
| اوکراین   | ۲                         | ۲                       | ۹     |
| سوئد      | ۱۰                        | ۴                       | ۰     |
| افغانستان | ۴                         | ۱۰                      | ۰     |
| بریتانیا  | ۳                         | ۰                       | ۰     |
| آلمان     | ۳                         | ۰                       | ۰     |
| جمع       | ۱۶۷                       | ۱۶۷                     | ۹     |

## تحقیق و بررسی

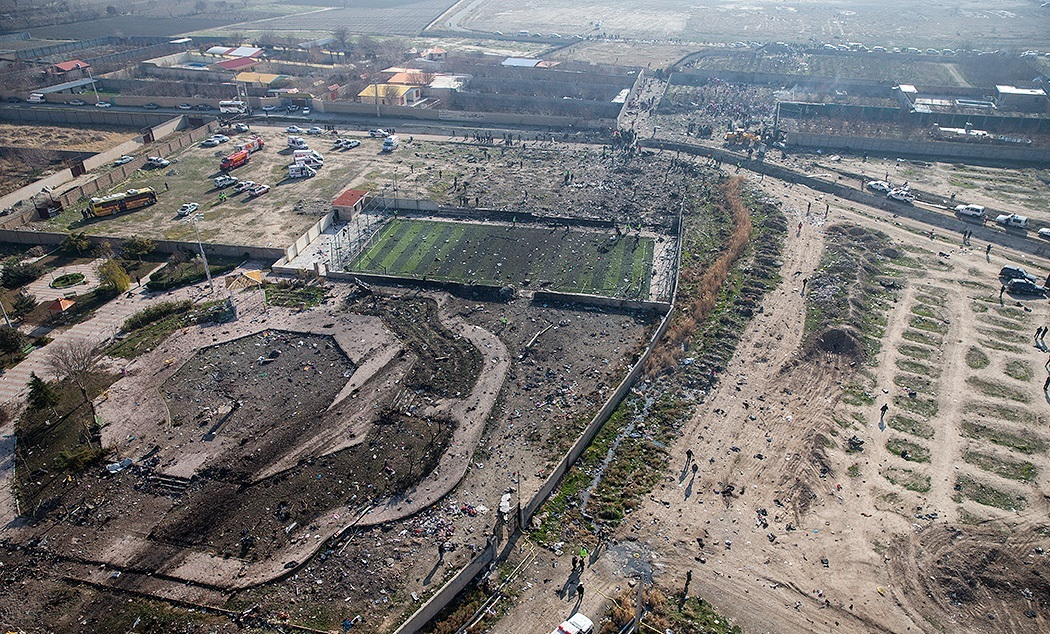
منطقه برخورد

### بررسی اولیه
رضا جعفرزاده، سخنگوی سازمان هواپیمایی کشوری ایران (Iran CAO) اندکی پس از این حادثه گزارش داد که تیمی از بازرسان به محل سقوط فرستاده شده‌اند. در همان روز، دولت اوکراین اعلام کرد که برای کمک به تحقیقات، کارشناسان خود را به تهران می‌فرستد. ولودیمیر زلنسکی، رئیس‌جمهور اوکراین، به دادستان کل این کشور دستور داد تا تحقیقات دربارهٔ این حادثه را آغاز کند. دولت اوکراین ۵۳ نمایندهٔ خود را برای کمک به تحقیقات در این زمینه به ایران اعزام کرد که این گروه شامل مقامات دولتی، بازرسان و نمایندگان یوآی‌اِی بودند. مقامات اوکراینی سپس گفتند که ایران با تأکید بر اینکه علت سقوط «نقص فنی بوده» و «خودمان بررسی کنیم»، قصد نداشته به تیم تخصصی شان اجازه ورود بدهد. چیزی که ایران را مجاب به حضور کارشناسان بین‌المللی کرده، فشار دیپلماتیک و ترس از کنسل شدن همه پروازهای بین‌المللی به تهران بوده است.
طبق مقررات استاندارد سازمان بین‌المللی هوانوردی غیرنظامی و معاهده شیکاگو، ستاد ملی ایمنی و ترابری آمریکا (NTSB) به عنوان تولیدکنندهٔ هواپیما، نمایندگان کشور فرانسه به عنوان تولیدکنندهٔ موتور هواپیما و نمایندگان اوکراین به عنوان کشور مالک هواپیما می‌توانند در این بررسی‌ها حضور داشته باشند. این در حالی است که پس از قوت گرفتن شائبهٔ برخورد موشک به هواپیما و اعلام جاستین ترودو، نخست‌وزیر کانادا مبنی بر جدی‌بودن فرضیهٔ برخورد موشک، علی ربیعی، سخنگوی دولت ایران، اعلام کرد از حضور کشورهای مرتبط دیگر که اتباع آن‌ها در این حادثه جان باخته‌اند در فرایند بررسی علت سانحه استقبال می‌کند. سخنگوی ایران همچنین از شرکت بوئینگ دعوت کرد تا نماینده خود را برای مشارکت در فرایند بررسی جعبه سیاه به ایران بفرستد.

### کشف جعبه سیاه
پس از کشف دو جعبهٔ سیاه هواپیما، خبرهای مختلفی دربارهٔ کشور بررسی‌کنندهٔ این سانحه مطرح شد. رئیس کمیسیون حوادث در ایران (CAO) گفته است قبل از سقوط هیچ‌گونه پیام اضطراری از هواپیما دریافت نشده است. گزارش شده که جعبه‌های سیاه هواپیما (ضبط‌کنندهٔ صدا کابین خلبانی و ضبط‌کننده اطلاعات پرواز) پیدا شده است اما مشخص نیست در کدام کشور این جعبه تحلیل شود. این در حالی است که پیشتر به نقل از این کمیسیون اعلام شده بود، ایران، جعبه‌های سیاه را به بویینگ یا مقامات آمریکا تحویل نخواهد داد. در تاریخ ۱۸ دی (۹ ژانویه) بازرسان ایرانی اعلام کردند جعبه‌های سیاه آسیب‌دیده‌اند و برخی از قسمت‌های حافظهٔ آن‌ها از بین رفته است اما پس دو روز بعد در یک ویدیو که در سازمان هواپیمایی کشوری ضبط شده بود، اعلام شد هر دو جعبه سیاه سالم هستند.
رئیس سازمان هواپیمایی کشوری ایران گفت: «اگر امکان خواندن جعبه سیاه با توجه به امکانات دو کشور نبود، تصمیم دیگری اتخاذ خواهد شد تا اطلاعات این جعبه سیاه در جای دیگری خوانده شود.» در ۱۸ دی (۹ ژانویه)، کشورهای سوئد و کانادا به‌طور رسمی به تیم بررسی‌کنندهٔ حادثه دعوت شدند بنا به گزارش‌ها، از شورای امنیت ملی ترابری ایالات متحده نیز برای کمک در تحقیقات دعوت شده است. کارشناسان مربوط به حادثه سرنگونی پرواز شماره ۱۷ هواپیمایی مالزی، در تیم تحقیقات بین اللملی این حادثه نیز حضور دارند. در آن حادثه اعلام شد روسیه با موشک بوک هواپیمای مالزی را سرنگون کرده است.

#### اظهارات دربارهٔ جعبه سیاه
- جاستین ترودو، نخست‌وزیر کانادا روز جمعه از ایران خواست که جعبه سیاه را برای تحقیقات به فرانسه بفرستد، او گفت ایران سطح مهارت تکنیکی و تجهیزات لازم برای تجزیه و تحلیل جعبه سیاه را ندارد…[۸۷]
- درحالی‌که پیش‌تر جمهوری اسلامی اعلام کرده بود که جعبه سیاه را به اوکراین می‌فرستد، روز ۲۹ دی ۱۳۹۸ رضایی‌فر، مدیر کل بررسی سوانح سازمان هواپیمایی کشوری ایران گفت فعلاً هیچ برنامه‌ای برای ارسال جعبه سیاه به اوکراین نداریم.[۸۸]
- ایران از مقامات آمریکایی و فرانسوی درخواست تجهیزات لازم برای دانلود اطلاعات جعبه‌های سیاه را کرد.[۸۹]
- وزیر ترابری کانادا مارک گارنیو از آژانس سازمان ملل خواست تا ایران را بخاطر تأخیر در آنالیز جعبه‌های سیاه هواپیما تحت فشار قرار دهد. ترودو نخست‌وزیر کانادا نیز گفت برای تحقیقات کامل آنالیز جعبه‌های سیاه هواپیما ضروری است.[۹۰]
- فرانسوا فیلیپ شامپاین، وزیر امور خارجه کانادا از مقامات ایران خواست بدون فوت وقت، دو جعبه سیاه را به فرانسه تحویل دهند تا کارشناسان بتوانند محتوای جعبه‌ها را بررسی کنند.[۹۱] وی همچنین در ۱۴ اسفند ۹۸ از دولت ایران خواست امکان دسترسی به جعبه‌های سیاه را بدون اتلاف وقت بیشتر به اوکراین بدهد.[۹۲]
- رالف گودال مشاور عالی نهادهای فدرال دولت کانادا برای پیگیری عواقب سرنگونی پرواز ۷۵۲ گفت: «شیوع بیماری کووید ۱۹، عذر موجهی برای خودداری ایران از ارسال جعبه‌های سیاه هواپیما نیست».[۹۳]
- گارنو وزیر حمل و نقل کانادا اعلام کرد که کانادا و چهار کشور انگلیس، اوکراین، افغانستان و سوئد برای برخورد با ایران اتحادی با کانادا تشکیل داده‌اند و مقامات ایران را تحت فشار قرار می‌دهند تا ضبط کننده‌های جعبه سیاه را تحویل داده و با یک تحقیق شفاف همکاری کند.[۹۴]
- مارک گارنو، وزیر حمل و نقل کانادا موافقت این کشور را با تصمیم ایران برای ارسال جعبه‌های سیاه هواپیمای سرنگون شده اوکراینی به فرانسه اعلام کرد. وی گفت قویا ایران را تشویق می‌کنیم که این جعبه‌های سیاه را هرچه سریعتر به پاریس بفرستد.[۹۵]

### تشکیل گروه بین‌المللی بررسی سانحه
۲۰ دی ۱۳۹۸ (۱۰ ژانویهٔ ۲۰۲۰) سید عباس موسوی سخنگوی وزارت امورخارجه ایران، اعلام کرد، جمهوری اسلامی ایران تحقیقات درخصوص علت سقوط این هواپیما را طبق استانداردهای بین‌المللی و ضوابط ایکائو آغاز کرده و از کشور اوکراین به عنوان صاحب هواپیما و کمپانی بوئینگ به عنوان سازنده هواپیما برای مشارکت در تحقیقات دعوت به عمل آورده است.
علی ربیعی، سخنگوی دولت ایران، پس از سخنرانی ترودو، نخست‌وزیر کانادا، اعلام کرد فرضیهٔ برخورد موشک با هواپیما صحت ندارد و این گفته را حاصل یک عملیات روانی و دروغ بزرگ دانست که توسط آمریکا شکل گرفته است. او از حضور همهٔ کشورهای مرتبط که اتباع آن‌ها در این حادثه حضور داشته‌اند یا سهمی در ساخت هواپیما داشته‌اند، دعوت کرد تا در فرایند بررسی علت سانحه حضور داشته باشند.
حسن روحانی، رئیس‌جمهور ایران، نیز در تماس تلفنی با هم‌تای اوکراینی خود، از تشکیل گروهی از کارشناسان دو کشور برای یافتن علت حادثه خبر داد.

### بررسی ویدیوها
در ۹ ژانویه ویدیویی روی تلگرام و توییتر منتشر شد که به نظر می‌رسید برخورد یک شی پرنده و برخورد آن به یک هواپیما را در شب پیش از صدای یک انفجار مهیب نشان می‌دهد. وبسایت روزنامه‌نگاری تحقیقی بلینگکت با تحلیل ویدئوهای منتشر شده تأیید کردند که آنها در غرب پرند در نزدیکی محل سقوط هواپیما فیلمبرداری شده و نشان دهنده مسیر پرواز پیش از سقوط هستند. نیویورک تایمز نیز به‌طور مستقل این ویدئو را تأیید کرد که مورد هدف قرارگرفتن این هواپیما را نشان می‌دهد. در این ویدئو دیده می‌شود که با برخورد موشک به هواپیما انفجار کوچکی به وقوع پیوسته اما هواپیما منفجر نشده و پس از چند ثانیه پرواز در حال آتش‌سوزی به سوی فرودگاه تغییر مسیر داده و در نهایت دچار انفجار می‌شود. از نظر کارشناسان این روزنامه، بررسی موقعیت مکانی و اطلاعات پرواز و جزئیات رهگیریِ هواپیمای اوکراینی نشان می‌دهد که ارتباطات راداری این هواپیما حدود ۳۰ ثانیه قبل از اصابت موشک در این فیلم قطع شده بود.
با انتشار عکس‌ها و ویدئوهای مرتبط در فضای مجازی گروه‌های متعددی از جمله بلینگکت، نیویورک تایمز و رادیو فرانسه آنها را مورد تأیید اصالت، تحقیق و بررسی قرار دادند. این تحقیقات به این نتیجه رسیدند که برخورد موشک چیزی بوده که بر سر این هواپیما آمده است. از محل سقوط هواپیما، لحظه برخورد موشک و حتی احتمالاً خود موشک تصاویری منتشر شده که این احتمال را تقویت می‌کرد. رشته سوراخ‌ها و لکه‌های تیره ای روی عکس‌های بدنه هواپیما مشاهده شد که مشابه هواپیمای مالزیایی سقوط کرده در اوکراین بوده است. برخی محققان با نظر گرفتن زمان بین برخورد پرتابه به هواپیما و لحظه شنیده شدن صدای انفجار در ویدیو دریافتند محل برخورد موشک با هواپیما در ویدیو همان نقطه ای است که ارتباط برج مراقبت تهران با این هواپیما پایان یافته است.
در تاریخ ۲۴ دی، ویدئویی جدید در شبکه‌های مجازی منتشر شد که برخورد دو موشک به هواپیما را نشان می‌داد. سپس نیویورک تایمز، با بررسی کارشناسان خود، صحت این ویدئو را با پیدا کردن تقریبی مکان ضبط و تطبیق آن با دیگر ویدئوها تأیید کرد. در این ویدئو، دو موشک به فاصله ۳۰ ثانیه از یکدیگر به هواپیما برخورد می‌کند؛ بنابراین این ویدئو نشان می‌دهد که اولین فیلمی که از برخورد موشک با هواپیما پیشتر منتشر شده، صحنه برخود دومین موشک و چندین ثانیه پس از برخورد و انفجار اولین موشک بوده است.

### شنود و ردیابی مادون قرمز
سازمان‌های اطلاعاتی غربی از طریق اطلاعات ماهواره‌ای و شنود ارتباطات با اطمینان بالا برخورد موشک به هواپیما را تأیید کردند. ماهواره‌های آمریکا که برای نظارت فضایی و رصد موشک‌های شلیک شده از سوی دشمن در سطح جهان مورد استفاده قرار می‌گیرند پرتاب موشک زمین به هوا را آشکارسازی کردند. این ماهواره‌ها معروف به SBIRS با استفاده از فناوری مادون قرمز سطح زمین را در جستجوی رد گرما که پرتاب پرتابه را نشان می‌دهد اسکن می‌کنند. بنا بر این داده‌ها در زمان آشکارسازی رد فروسرخ دو موشک، این هواپیما دو دقیقه بود که از تهران پرواز کرده بود. کشورهای غربی رویه‌هایی برای تبادل اطلاعاتی نظیر این دارند ولی به دلایل امنیتی و نظامی این رویه‌ها علنی نمی‌شود.
آژانس اطلاعات مرکزی آمریکا بعدتر نیز، آنگونه که خود ادعا کردند، توانست با شنود مکالمات در ایران، اطلاعاتی را به دست آورد که تأیید می‌کرد یک موشک، به هواپیمای مذکور برخورد کرده است.

### انتشار فایل صوتی پرواز همزمان
در تاریخ ۱۳ بهمن، یکی از رسانه‌های اوکراینی، فایل صوتی مکالمه خلبان یکی از پروازهای همزمان با پرواز هواپیمای اوکراینی را منتشر کرد. در این فایل صوتی، خلبان پرواز هواپیمایی آسمان به برج مراقبت می‌گوید که شاهد نور شلیک موشک و همچنین انفجار پس از آن است. سپس برج مراقبت ۹ بار تلاش می‌کند تا با خلبان هواپیمای اوکراینی ارتباط بگیرد ولی پاسخی دریافت نمی‌کند.

### نیت از شلیک به هواپیما
ایران شلیک موشک به این هواپیما را غیرعمدی و ناشی از خطای انسانی عنوان کرده است. نخست‌وزیر استرالیا این شلیک را غیرعمدی و مقامات کانادایی و آمریکایی آن را احتمالاً تصادفی خوانده‌اند. دفتر دادستان کل اوکراین اعلام کرد در خصوص امکان کشتار و تخریب عامدانه هواپیما نیز تحقیق می‌کند. رئیس هیئت ایمنی حمل و نقل کانادا اعلام کرد تحقیق‌کنندگان این که هواپیما عمداً یا سهواً ساقط شده را مورد بررسی قرار خواهند داد.
اداره هوانوردی مدنی ایران روز دوشنبه ۳۰ دی تأیید کرد که دو موشک به هواپیمای اوکراینی شلیک شده‌بود. پیش از این نیویورک تایمز ویدئویی منتشر کرده‌بود که دو جسم پرتاب شده به سمت هواپیما را نشان می‌داد.

#### فرضیه عمدی بودن شلیک موشک
محسن اسدی لاری و زهرا مجد از خانواده‌های داغ‌دار گفتند ما شواهدی جمع‌آوری می‌کنیم که این مسئله عمدی بوده است، لاری می‌گوید: «من قاضی نیستم. ولی ما واقعاً به این نتیجه رسیدیم که اینها به عنوان سپر انسانی هواپیما را زدند؛ خیلی رک بگویم، چون الان پیچیده و بارها هم گفته‌ایم، شاید می‌خواستند بزنند و بندازند گردن آمریکا. کمااینکه این کار را قبلاً در اقدامات مشابهی هم انجام داده بودند.»

### اظهارات رئیس پزشکی قانونی اوکراین
الکساندر رووین رئیس پزشکی قانونی اوکراین و عضو مرکز تحقیقات پزشکی قانونی اوکراین اعلام کرد که براساس شواهد به‌دست آمده، به دلیل وحشت و اضطرابی که در کابین وجود داشته، مسافران کمربند ایمنی را علی‌رغم چراغ قرمز بسته ماندن کمربند، باز کرده و از صندلی خود بلند شده بودند. او می‌گوید که شواهدی وجود دارد که نشان می‌دهد داخل کابین آتش‌سوزی شده بوده و دود سیاه از منافذ به بیرون آمده بوده است. به گفته این مقام اوکراینی، بلافاصله پس از سقوط هواپیما و زمانی که هنوز مردم اجازه داشتند وارد منطقه سقوط هواپیما شوند، نیروهای ایران تمامی تکه‌های هواپیما را از محل سقوط جمع کردند.

### احتمال احاله پرونده به دادگاه بین‌المللی
- یوین ینین معاون وزیر امور خارجه اوکراین در مصاحبه با رادیو اروپای آزاد گفته است، اگر مذاکرات با ایران با هدف تحقیقات بی‌طرفانه، پرداخت غرامت به خانواده‌های قربانیان، شرکت هواپیمایی اوکراین به نتیجه‌ای نرسد، آماده ارجاع به دادگاه‌های داوری بین‌المللی به‌ویژه دادگاه عدالت بین‌المللی می‌باشد.[۱۱۶]
- روز ۲ تیر ۱۳۹۹ ولودیمیر زلنسکی، رئیس‌جمهوری اوکراین، گفته است که پنج ماه از حمله موشکی به هواپیمای مسافری اوکراین می‌گذرد، ایران نه تنها جعبه‌های سیاه هواپیمای اوکراینی را تحویل نداده بلکه به تعهدات خود در قبال خانواده قربانیان هم عمل نکرده است. بی‌توجهی مقامات جمهوری اسلامی، تنها به عدم تحویل جعبه‌های سیاه محدود نمی‌شود، حتی تا کنون مقامات جمهوری اسلامی ایران رسماً از بابت حمله موشکی خود پوزش نخواسته‌اند. وی افزود چنانچه ایران به این تعهدات عمل نکند، موضوع را به دیوان بین‌المللی دادگستری خواهد برد.[۱۱۷]

### موضع‌گیری‌ها
- فرانسوا-فیلیپ شامپاین وزیر امور خارجه کانادا و دومینیک راب وزیر خارجه انگستان روز ۲۸ اوت ۲۰۲۰ ملاقات داشتند، آنها به تعهد خود برای اطمینان از مورد حسابرسی قرار دادن و عدالت برای خانواده‌های قربانیان هواپیمایی بین‌المللی پرواز PS752 تأکید کردند. آنها همچنین روی الزام ایران برای انجام یک تحقیق کامل، شفاف و مستقل مطابق با استانداردهای بین‌المللی، و جبران خسارت به قربانیان و کشورهای آسیب دیده تأکید کردند.[۱۱۸]
- روز جمعه ۱۶ آبان ۱۳۹۹ سازمان هوانوردی غیرنظامی بین‌المللی (ایکائو)، از جمهوری اسلامی ایران خواست که تحقیقات در مورد سرنگونی هواپیمای مسافربری اوکراین را تسریع کند.[۱۱۹]
- رالف گودآل، مشاور نخست‌وزیر کانادا و مسئول کمک به خانواده قربانیان سرنگونی پرواز تهران کی‌یف، با ارائه یک گزارش ۷۹ صفحه‌ای که در ۵ فصل تنظیم شده، اعلام کرد که تحقیقات ایران در رابطه با سرنگون کردن هواپیمای مسافری، نواقص فاحشی دارد. در این گزارش آمده است که ایران تحقیق در مورد این تراژدی را به‌درستی انجام نمی‌دهد و بسیاری سؤالات بی‌جواب مانده‌اند.[۱۲۰][۱۲۱]
- گندوز ممدوف، معاون دادستان کل اوکراین روز دوشنبه ۱۴ دسامبر ۲۰۲۰ پس از جلسه‌ای با سفیر جمهوری اسلامی در کی‌یف اعلام کرد ایران هنوز به وعده خود مبنی بر تحویل دادن قطعاتی از هواپیمای سرنگون‌شده عمل نکرده است. پیش از این جمهوری اسلامی وعده داده بود که علاوه بر نتایج تحقیقاتش دربارهٔ سرنگونی هواپیما، برخی شواهد، از جمله تبلت یکی از خدمه، را در اختیار کی‌یف بگذارد.[۱۲۲]
- روز سه‌شنبه ۵ اسفند ۱۳۹۹ کارشناسان سازمان ملل متحد گفتند جمهوری اسلامی ایران با هدف قرار دادن هواپیمای اوکراینی و اقدامات پس از آن، به‌طور مکرر حقوق بشر را نقض کرده است. آنها همچنین ایران را متهم کرده‌اند که توضیحات رسمی متناقضی با هدف ایجاد «سردرگمی حداکثری» و «روشن‌گری حداقلی» طراحی کرده است.[۱۲۳] گزارشگران سازمان ملل گفتند حکومت ایران دربارهٔ علت سقوط هواپیما دروغ می‌گویند.[۳۲]
- روز چهارشنبه ۲۴ مارس ۲۰۲۱ یوگنی ینین، معاون وزیر خارجه اوکراین در تماس تلفنی با رابرت مالی، نماینده ویژه آمریکا در امور ایران اظهار داشت که تحقیقات فنی نهایی ایران به درستی انجام نشده است. رابرت مالی نیز ضمن ابراز همبستگی با خانواده قربانیان سانحه در مورد حسابرسی از ایران اعلام پشتیبانی کرد.[۱۲۴]
- روز پنجشنبه ۲۵ مارس ۲۰۲۱ یوگنی ینین از حمایت آمریکا در رسیدگی عادلانه و تشکیل دادگاه علیه ایران، در خصوص سرنگونی هواپیمای مسافری اوکراین با موشکهای سپاه پاسداران، خبر داد.[۱۲۵]
- جاستین ترودو، نخست‌وزیر کانادا روز جمعه ۲ آوریل ۲۰۲۱ گفت ما به تلاش برای تحقق وعده‌ای که به خانواده‌ها داده‌ایم ادامه می‌دهیم تا ایران مسئولیت خود را در قربانی شدن این همه انسان بپذیرد.[۱۲۶]
- آندره میلن، کارشناس مشاور پرونده پرواز ۷۵۲ با انتشار گزارشی اعلام کرد که سپاه پاسداران، قبل از شلیک موشک، دستگاه موقعیت‌یاب (جی‌پی‌اس) پرواز ۷۵۲ را از کار انداخته بود. براساس گزارش وی سپاه پاسداران همچنین با از کار انداختن همزمان سیستم ارسال فرکانس اضطراری برای نشان دادن محل سقوط هواپیما، توانست به سرعت نیروهای خود را به محل سقوط برساند. پس از روشن شدن نتایج تحقیقات اوکراین در حال بررسی امکان شکایت از ایران در دادگاه جنایت علیه بشریت به علت شلیک عمدی موشک به این هواپیمای مسافری می‌باشد.[۱۲۷][۱۲۸]
- روز جمعه ۳۰ آوریل ولادیسلاو کریکلی، وزیر زیرساخت‌های اوکراین در دیدار مجازی خود با عمر الغبراء، وزیر حمل و نقل کانادا، ایران را متهم کرد که علل واقعی سرنگونی هواپیمای مسافربری را لاپوشانی کرده است.[۱۲۹]

چهار کشور کانادا، سوئد، بریتانیا و اوکراین، ایران را به اهمال و پنهان‌کاری در گزارش نهایی متهم کردند، آنها شکایتی علیه جمهوری اسلامی اقامه کرده و خواسته‌اند، ایران ضمن عذرخواهی رسمی و محاکمه و مجازات عاملان انهدام هواپیمای مسافربری، به خانواده‌ها غرامت بپردازد.

## علت رویداد

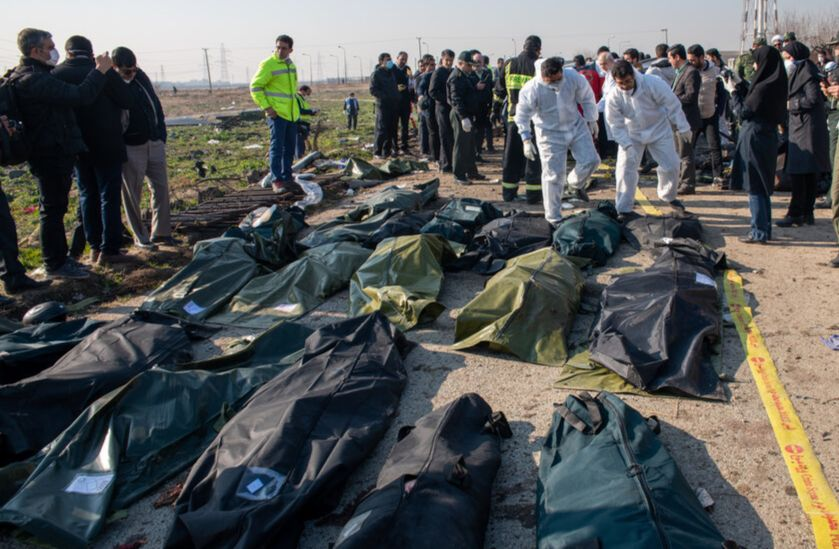
عملیات کاوش قربانیان پرواز ۷۵۲

دیلی میل در ۸ ژانویه، با انتشار تصاویری از بدنهٔ هواپیمای سقوط کرده که روی آن تعدادی حفره دیده می‌شد و با اشاره به وقوع این حادثه پس از حملهٔ موشکی ایران به پایگاه الاسد عراق، فرضیهٔ برخورد این هواپیما با شی مانند یک پهپاد نظامی یا راکت جنگی را مطرح کرد.
سفارت اوکراین در تهران، در ساعات نخست پس از سانحه، در بیانیه‌ای اعلام کرد هواپیما به دلیل خرابی موتور سقوط کرده و در حال حاضر فرضیهٔ حمله تروریستی یا موشکی منتفی است. اما این پیام قبل‌ازظهرِ چهارشنبه، از وبگاه سفارت اوکراین حذف و با بیانیهٔ تازه‌ای جایگزین شد که در آن گفته شد دلایل این سانحه در دست بررسی است. ۱۹ دی ۱۳۹۸ (۹ ژانویهٔ ۲۰۲۰) اولکسی دانیلف (Oleksiy Danylov) وزیر امنیت ملی و شورای دفاع اوکراین گفت ۴ فرضیه برای چرایی سقوط هواپیمای اوکراین در ایران مطرح است، که این فرضیه‌ها حملهٔ موشکی و تروریسم را نیز شامل می‌شود.
سازمان‌های اطلاعاتی در ابتدا معتقد بودند دلیل حادثه عیب در موتور بوده. ۸ ژانویه رویترز گزارش داد تحلیل نخست سازمان‌های اطلاعاتی غربی این است که این سانحه به دلیل نقص فنی و نه برخورد موشک رخ داده است. اما در ادامه با بررسی مبسوط داده‌ها این نظر تغییر کرد. ۹ ژانویه سی‌بی‌اس نیوز و سایت نیوزویک گزارش‌هایی را به نقل از دو مقام آمریکایی منتشر کردند که گفته‌اند هواپیمای اوکراینی به احتمال زیاد، به صورت تصادفی توسط ایران ساقط شده است. نیوزویک به نقل از دو مقام آمریکایی و یک مقام امنیتی عراق نوشت که سیستم پدافند هوایی ایران احتمالاً پس از حملهٔ موشکی سپاه فعال شده است تا از آمادگی کافی برای واکنش احتمالی آمریکا به حمله موشکی برخوردار باشد و ساقط کردن هواپیمای مسافربری به اشتباه توسط این سیستم انجام شده است. همچنین سی‌ان‌ان از قول یک مقام آمریکایی گزارش داد این هواپیما با برخورد دو موشک زمین به هواپیمای اس‌ای-۱۵ منفجر شده است. دونالد ترامپ رئیس‌جمهور آمریکا در ۹ ژانویه که هنوز علت سقوط این هواپیما مشخص نبود، گفت باور ندارد که اختلال مکانیکی باعث سقوط آن شده، «این هواپیما در محله ناجوری پرواز می‌کرده» و احتمال دارد «کسی اشتباهی مرتکب شده باشد.» در ۹ ژانویه ویدیویی روی تلگرام و توییتر منتشر شد که به نظر می‌رسید برخورد یک شی پرنده و برخورد آن به یک هواپیما را در شب پیش از صدای یک انفجار مهیب نشان می‌دهد. وبسایت روزنامه‌نگاری تحقیقی بلینگکت با تحلیل ویدئوهای منتشر شده تأیید کردند که آنها در غرب پرند در نزدیکی محل سقوط هواپیما فیلمبرداری شده و نشان دهنده مسیر پرواز پیش از سقوط هستند. نیویورک تایمز نیز به‌طور مستقل این ویدئو را تأیید کرد که مورد هدف قرارگرفتن این هواپیما را نشان می‌دهد. در این ویدئو دیده می‌شود که با برخورد موشک به هواپیما انفجار کوچکی به وقوع پیوسته اما هواپیما منفجر نشده و پس از چند ثانیه پرواز در حال آتش‌سوزی به سوی فرودگاه تغییر مسیر داده و در نهایت دچار انفجار می‌شود. مقامات اطلاعاتی غربی در ۹ ژانویه اعلام کردند ردگیری ارتباطات توسط رادار نشان می‌دهد ایران به تصور این که این هواپیما یک هدف نظامی است به آن شلیک کردند ولی پس از سقوط آن به اشتباه خود پی بردند. موشک‌اندازها معمولاً توسط یک تیم سه تا چهار نفره هدایت می‌شوند که با استفاده از رادار پروازها را ردگیری می‌کنند اما تشخیص دادن پروازهای نظامی از غیرنظامی نیاز به مهارت دارد و اشتباه ممکن است رخ بدهد. جاستین ترودیو، نخست‌وزیر کانادا روز پنجشنبه ۱۹ دی ۱۳۹۸ در یک کنفرانس خبری اعلام کرد هواپیمای اوکراینی که بامداد چهارشنبه در ایران سقوط کرد، در اثر شلیک یک موشک زمین به هوای ایران سرنگون شده است. بوریس جانسون، نخست‌وزیر بریتانیا در این مورد گفت: مجموعه شواهد حاکی از آن است که هواپیمای اوکراینی با برخورد موشک پدافند ایرانی ساقط شده است. اسکات موریسون نخست‌وزیر استرالیا در ۹ ژانویه گفت اطلاعات رسیده به این کشور نشان می‌دهد دو موشک به هواپیما برخورد کرده گرچه به نظر نمی‌رسد این اقدام عمدی بوده باشد.
مقامات سازمان هواپیمایی کشوری و دولت در ابتدا سقوط به خاطر برخورد موشک را رد می‌کردند. سردار ابوالفضل شکارچی سخنگوی ارشد نیروهای مسلح ایران در ۱۹ دی شلیک موشک به هواپیما را تکذیب کرده و آن را «جنگ روانی» گروه‌های مخالف ایران خوانده بود. شکارچی گفته بود «اکثریت مسافران این هواپیما جوانان ارزشمند ایرانی بودند» و این مضحک است که گفته شود هواپیما هدف قرار داده شده. قاسم بی‌نیاز، رئیس مرکز ارتباطات و اطلاع‌رسانی وزارت راه و شهرسازی، برخورد موشک به هواپیمای اوکراینی را رد کرده و علت این حادثه را آتش‌سوزی در قسمت موتور هواپیما اعلام کرد. علی عابدزاده، رئیس سازمان هواپیمایی کشوری، علت حادثه را آتش‌سوزی درون هواپیما عنوان کرد و گفت اساساً امکان انفجار این هواپیما بر اثر شلیک موشک از لحاظ فنی وجود ندارد. او گفت: «سازمان بین‌المللی هواپیمایی، رابطه ساختارهای نظامی و غیرنظامی را برای کشورها مشخص کرده است و ارتباط ما با ساختارهای نظامی کشور تابع مقررات سازمان بین‌المللی هواپیمایی است.» وی در ادامه افزود: «شاهدان دیده‌اند که آتش در هواپیما وجود داشته و یک دقیقه در هواپیما بوده است، درحالی که اگر به هواپیما موشک می‌خورد بلافاصله منفجر می‌شد و همچنین هواپیما درحالی که رو به شمال می‌رفته، اما رو به جنوب شرقی سقوط کرده است و این نشان می‌دهد هواپیما می‌خواسته به فرودگاه برگردد.» ۲۰ دی ۱۳۹۸ رئیس کمیسیون بررسی سانحه سازمان هواپیمایی در نشست خبری، علت تأخیر ۱ ساعتهٔ پرواز را «زیاد بودن بار مسافران» خواند و افزود «در این شرایط خلبان باید تصمیم بگیرد یا بخشی از سوخت را تخلیه کند یا بار و مسافر را کاهش دهد؛ که خلبان تصمیم می‌گیرد و از عوامل فرودگاهی درخواست می‌کند مقداری از بار مسافر کم شود.» وی تأکید کرد بروز این تأخیر به علت مشکل فنی نبوده است.
در ۱۰ ژانویه محل سقوط این هواپیما از وجود هر گونه بقایای هواپیما پاکسازی شد. معمولاً متخصصین علوم قانونی از سازمان‌های بزرگ تحقیقاتی پیش از انتقال لاشه هواپیماهای سقوط کرده به یک منطقه امن، آن را مورد بررسی بسیار دقیق قرار می‌دهند تا آن را در وضعیت طبیعی اش ببینند. در زمان مراجعه خبرنگار سی‌بی‌اس در روز بعد از پاک‌سازی محل، در محل حادثه مشاهده شده که «افراد عادی در حال جمع کردن باقیمانده هر چیزی که در محل سقوط بوده هستند و هیچ حفاظتی و نگهبانی از منطقه صورت نمی‌گیرد. دور محل سقوط حصاری نصب نشده و هیچ محققی هم در محل سقوط هواپیما دیده نشده است.» به اعتقاد بلینگکت، اثبات قطعی برخورد موشک زمین به هوا به هواپیما با بولدوزر انداختن محل سقوط غیرممکن است.
نخست‌وزیر هلند در ۱۰ ژانویه اعلام کرد سرویس اطلاعات و امنیت نظامی هلند اطلاعاتی دارد که نشان می‌دهد احتمالاً موشک ضدهوایی ایرانی باعث سقوط هواپیما شده است. وزیر دفاع هلند اعلام کرد واکنش بعدی اتحادیه اروپا به واکنش ایران به نتایج تحقیقات بستگی دارد. وزیر امور خارجه اوکراین در ۱۰ ژانویه اعلام کرد این کشور در دیدار رئیس‌جمهور اوکراین با مسوولین سفارت آمریکا در کی‌یف اطلاعات مهمی را از آمریکا دریافت کرده است. خبرگزاری اینترفاکس به نقل از ایوان باکانوف، رئیس دستگاه امنیتی اوکراین گزارش کرد که احتمال دو دلیل در میان دلایل احتمالی سقوط هواپیمای مسافربری اوکراین اولویت دارد، یکی برخورد موشک و دیگری اقدامی تروریستی است. این درحالی بود که ایران در آن زمان، هرگونه برخورد موشک را رد کرده بود. قاسم بی‌نیاز، رئیس مرکز ارتباطات و اطلاع‌رسانی وزارت راه و شهرسازی، برخورد موشک به هواپیمای اوکراینی را رد کرده و علت این حادثه را آتش‌سوزی در قسمت موتور هواپیما اعلام کرد.
۱۴ ژانویه ویدئوی جدیدی منتشر شد که به تأیید نیویورک تایمز رسید و نشان می‌دهد بین پرتاب دو موشک به سوی این هواپیما ۳۰ ثانیه فاصله بوده است. پس از اصابت موشک اول ترانسپوندر (فرستنده سیگنال) هواپیما از کار افتاد.
در تاریخ ۱۳ بهمن، یکی از رسانه‌های اوکراینی، فایل صوتی مکالمه خلبان یکی از پروازهای همزمان با پرواز هواپیمای اوکراینی را منتشر کرد. به اعتقاد زلنسکی، انتشار فایل صوتی مکالمات خلبان دوم شرکت هواپیمایی آسمان، حاکی از آن‌است که هنگام اصابت موشک به هواپیما مسئولان جمهوری اسلامی نسبت به آن مطلع شده بودند. بهرام پارسایی سخنگوی کمیسیون اصل ۹۰ مجلس گفت: این فایل صوتی «صراحتاً نشان می‌دهد سازمان هواپیمایی از دلایل وقوع حادثه خبر داشته و ابهامی در این موضوع وجود ندارد».
حسن نوروزی عضو کمیسیون قضایی و حقوقی مجلس شورای اسلامی در تاریخ ۱۷ فروردین ۱۳۹۹ در طی یک مصاحبه با روزنامه همدلی ضمن ستودن عمل ساقط کردن هواپیما توسط نیروی نظامی، ادعا کرد که این پرواز «مشکوک» بوده و بازداشت کردن افراد دخیل در این پرونده را «بی‌معنا» خواند. نوروزی گفت کسی در ارتباط با این پرونده بازداشت نشده است. نوروزی در این مصاحبه مدعی شد هواپیمای اوکراینی یک هفته پیش از سقوط در اسرائیل بوده، در آنجا دستکاری شده و «تحت کنترل آمریکا» قرار گرفته است. نوروزی در این رابطه گفت: «از آنجا که کنترل این هواپیما از دسترس ما خارج شده بود و توسط کشورهای دیگر در حال هدایت بوده است، لذا نیروهای نظامی ما وظیفه خود را به‌خوبی انجام داده‌اند.» معاون نخست‌وزیر اوکراین خواستار «توضیح فوری» حکومت ایران در رابطه با اظهارات نوروزی شد.
بنابر گزارش شبکه سی بی سی کانادا یک فایل صوتی ۹۱ دقیقه ای حاوی مکالمه یکی از اقوام قربانیان سانحه با حسن رضایی‌فر رئیس کمیته تحقیقات ایران نشان می‌دهد که مقام‌های ارشد ایران در ۱۸ دی ۱۳۹۸ به این دلیل آسمان این کشور را پروازممنوع اعلام نکردند، تا حمله موشکی سپاه پاسداران به پایگاه‌های آمریکا در عراق فاش نشود.
اولکسی دانیلوف، دبیر شورای دفاع و امنیت ملی اوکراین که بر تحقیقات دولت این کشور دربارهٔ سرنگونی هواپیمای مسافربری اوکراینی نظارت دارد، در تاریخ ۲۶ فروردین ۱۴۰۰، اظهار داشت معتقد است جمهوری اسلامی این هواپیما را عمداً سرنگون کرده تا احتمالاً از یک چرخه تنش نظامی با آمریکا جلوگیری کند. این اظهارات به تأیید وزارت خارجه این کشور نیز رسیده است.

## اطلاع مسئولان از ساعات اولیه حادثه
در ۱۹ تیرماه ۱۳۹۹، بی‌بی‌سی فارسی در گزارشی ادعا کرد که به یک فایل صوتی دست پیدا کرده که نشان می‌دهد مقام‌های کشوری از ساعات اولیه سرنگونی هواپیما به دست سپاه پاسداران خبر داشتند اما به دلایل امنیتی دستور داشتند چیزی نگویند. این خبرگزاری گفته در این فایل صوتی حسن رضافی‌فر در مکالمه تلفنی می‌گوید او در ساعت ۶:۳۰ دقیقه صبح از سقوط خبردار می‌شود و ۵ دقیقه بعد با مسئولان سپاه تماس می‌گیرد و از فرمانده هوا-فضای سپاه می‌پرسد که آیا «عملیات موشکی» اتفاق افتاده یا خیر؟ رضایی‌فر در این مکالمه می‌گوید که از این فرمانده شنیده که «عملیات موشکی» رخ داده اما به دلایل امنیتی اطلاع‌رسانی نشده است. (در این مکالمه به‌طور مشخص به هواپیمای اوکراینی اشاره نشده اما چون حمله به پایگاه عین الاسد قبل از سرنگونی هواپیما انجام شده بود به احتمال زیاد «عملیات موشکی» به برخورد موشک به بدنه هواپیما اشاره دارد)

## پنهانکاری‌ها
ایران بلافاصله پس از سقوط هواپیما، علت را نقص فنی اعلام کرد. در مقابل کارشناسان بنابر شواهد فرضیه برخورد موشک را مطرح کردند. اما ایران برخورد هرگونه موشک به این هواپیما را انکار کرد. سپس در همان روز، ابوالفضل شکارچی، سخنگوی نیروهای مسلح ایران، این ادعا را «دروغ محض» خواند و تأکید کرد که «این موضوع توسط خط نفاق به نفع آمریکایی‌ها دنبال می‌شود و توطئه‌ای دیگر در حوزهٔ جنگ روانی» است.
در رسانه‌های رسمی و خبری در ایران نیز، کارشناسان، تحلیلگران و عده‌ای تحت عنوان متخصصان هوا فضا، احتمال شلیک موشک به هواپیما را «یک شایعه»، «دروغ»، «شیادی آمریکا»، «جنگ روانی» و «سناریوسازی دروغین غرب» توسط «دشمنان»، «معاندین» و «ضدانقلاب» برای «دشمنی»، «به حاشیه بردن حمله به پادگان عین الاسد» یا «تلاش شرکت بوئینگ برای جلوگیری از سقوط سهام و سرپوشی بر روی مشکلات فنی هواپیمای خود» معرفی کردند و احتمال شلیک پدافند و همچنین سقوط هواپیما با این شلیک را از لحاظ علمی رد کردند. روز ۲۰ دی نیز، خبرگزاری نسیم، نزدیک به سپاه پاسداران، براساس «منابع آگاه خود» در فرودگاه امام خمینی و «طبق فرم موجود اجازهٔ پرواز» اعلام کرد که در شب حادثه هواپیما دچار اشکال فنی بوده و مهندس ایرانی که پیش‌بینی حادثه را می‌کرده اجازهٔ پرواز را نداده بود، اما مهندس اوکراینی ایرلاین مخالف کرده است و از این رو «فقط همان موتور هواپیما آتش گرفته است.»

## پذیرش مسئولیت سرنگونی
سرانجام در تاریخ ۲۱ دی ۱۳۹۸، سه روز پس از وقوع حادثه، ستاد کل نیروهای مسلح ایران طی بیانیه‌ای شلیک موشک به این هواپیمای مسافربری را تأیید کرد و دلیل آن را «خطای انسانی غیرعمدی» اعلام کرد. در این بیانیه آمده است که در ساعات بعد از حمله به ایران به پایگاه هوایی عین الاسد، «پرواز شماره ۷۵۲ خطوط هوایی اوکراین از فرودگاه امام خمینی حرکت نموده و درهنگام چرخش، کاملاً در حالت نزدیک‌شونده به یک مرکز حساس نظامی سپاه و در ارتفاع و شکل پروازی یک هدف متخاصم قرار می‌گیرد که در این شرایط بر اثر بروز خطای انسانی و به‌صورت غیرعمد، هواپیمای مذکور مورد برخورد قرار گرفته است.»
در بیانیه ستاد کل نیروهای مسلح، علت شلیک پدافند چرخش و نزدیک‌شدن به یک مرکز حساس نظامی سپاه ذکر شده است که در نهایت منجر به خطای انسانی شلیک می‌شود. در برابر ادعای چرخش و انحراف هواپیما، به گفته اطلاعیه سازمان هواپیمایی ایران «هیچ‌گونه انحراف پروازی از سوی هواپیمای سانحه دیده به اثبات نرسیده است، البته این موضوع باید با استفاده از اطلاعات جعبه‌های سیاه هواپیما نیز مورد تأیید قرار گیرد.» این اطلاعیه کمی بعد از انتشار از وبگاه این سازمان حذف شد. مقامات اوکراینی نیز، برخلاف نظر تهران گفتند که این هواپیما هیچ گونه انحراف از مسیر نداشته و از همان مسیری پرواز کرده که از نوامبر ۲۰۱۸ تا روز حادثه حرکت می‌کرد. وبسایت فلایت رادار ۲۴ نیز، با انتشار تصاویر و نقشه‌های خود، مسیر حرکت هواپیما اوکراین کاملاً طبیعی و بدون چرخش یا خارج شدن از مسیر یا حرکت به جای دیگر بوده و در مسیر همیشگی پروازهای فرودگاه بوده است.
سپس فرماندهان سپاه پاسداران اعلام کردند که هواپیمای مسافربری اوکراین را با یک موشک کروز اشتباه گرفته‌اند و دلیل چرخش یا انحراف هواپیما نبوده است. فرمانده نیروی هوافضای سپاه با بیان اینکه اگرچه در آن شب نیروهای پدافندی ایران در بالاترین سطح هشدار بوده‌اند، اما «به خاطر برخی ملاحظات» منطقه پرواز ممنوع اعلام نمی‌شود. حاجی زاده می‌افزاید که «اپراتور هواپیما را کروز تشخیص می‌دهد و موظف بوده است در چنین شرایطی تماس بگیرد و تاییدیه را بگیرد، خبط اپراتور هم همین است اما ظاهراً سیستم ارتباطی‌اش با اختلال روبه‌رو بوده است و نمی‌تواند تماس بگیرد که شاید به دلیل شلوغ بودن شبکه یا جمینگ (نوعی اختلال جنگ الکترونیک بر ضد رادار) بوده است که در نهایت او ۱۰ ثانیه فرصت داشته است که تصمیم بگیرد. حاجی‌زاده تصریح کرد: او در این شرایط این تصمیم بد را می‌گیرد و موشک را شلیک می‌کند.» مجله فوربز، در مقاله ای تحقیقی با بررسی شرایط مختلف هواپیما و پدافند، نشان می‌دهد که اپراتور پدافند هوایی، حداقل ۱ دقیقه و ۵۳ ثانیه و حداکثر ۳ دقیقه و ۳۹ ثانیه برای تصمیم‌گیری پیش از شلیک به هواپیما را داشته است.
حسن روحانی در نخستین اظهار نظر رسمی، برخلاف آنچه که فرمانده‌های سپاه پاسداران اشتباه فردی اعلام کردند، تأکید کرد که در این داستان سقوط هواپیما، فقط یک فرد نمی‌تواند مقصر باشد و فقط کسی که شاسی را فشار داده مقصر نیست، دیگرانی هم هستند. او همچنین اضافه کرد که علاقه‌مند است که این مسئله با صداقت برای مردم بیان شود.
مقامات اوکراینی معتقدند اگر تیم بررسی اوکراینی شواهد کافی نیافته بودند، ایران مسئولیت سرنگونی این هواپیما را برعهده نمی‌گرفت. به گفته این مقامات آنچه ایران را مجبور به اعتراف به نقش نظامیانش در سرنگونی هواپیما کرد شواهد آشکار مبنی بر برخورد موشک به آن بود که کارشناسان اوکراینی از زمان رسیدن به محل سقوط در روز پنجشنبه ۹ ژانویه، جمع‌آوری کردند.

## ابعاد حقوقی
بر اساس کنوانسیون هوانوردی بین‌المللی شیکاگو، «کشورها باید از توسل به زور علیه هواپیماهای غیرنظامی در حال پرواز خودداری کنند». ایران عضو کنوانسیون شیکاگو است و بایستی شرکت‌های هوایی غیرنظامی را از خطرات بالقوه که در آسمان ایران است آگاه می‌کرد و این نشان می‌دهد که قبل از اینکه خطای انسانی عامل سقوط هواپیما باشد، نقض کنوانسیون شیکاگو می‌تواند موجب مسئولیت بین‌المللی جمهوری اسلامی شود، بی اطلاع نگهداشتن شرکت‌های هوایی غیرنظامی از خطرات بالقوه در آسمان ایران بوده است. در صورتی که جمهوری اسلامی ایران مسئولیت خود را طبق کنوانسیون شیکاگو انجام می‌داد، به احتمال فراوان شرکت‌های هواپیمایی، ورود به آسمان ایران را تا زمان عادی شدن شرایط متوقف می‌کردند.
در مورد نحوه جبران خسارات وارده و غرامت جانباختگان طبق بند ۱ ماده ۲۰ کنوانسیون ورشو که هر دو کشور ایران و اوکراین عضو آن هستند «اگر متصدی حمل و نقل ثابت کند که خود و عاملان او کلیه تدابیر لازم را برای جلوگیری از بروز خسارت اتخاذ نموده‌اند یا آن که اتخاذ چنین تدابیری برای او و عاملان او مقدور نبوده است مسئول نخواهد بود.» از آنجا که انتظار نمی‌رود شرکت هواپیمایی اوکراینی از خطرات موجود در آن روز و عملیات تلافی جویانه ایران بخاطر مطلع بوده باشد طبعاً شرکت هواپیمایی اوکراینی مسئولیتی برای جبران خسارت ندارد. کنوانسیون مونترال هم با توجه به اینکه دولت ایران به آن نپیوسته در این قضیه قابل اجرا نیست؛ بنابراین بازماندگان می‌توانند علیه دولت (سازمان هواپیمایی ایران، ارتش یا سپاه) در دادگاه‌های ایران دعوا طرح کنند و مسافران تبعه خارجی در صورت عدم پرداخت خسارت می‌توانند با حمایت دیپلماتیک دولت خود از طریق مراجع بین‌المللی موضوع را پیگیری نمایند.
فرانسوا-فیلیپ شامپین، وزیر امور خارجهٔ کانادا، هشدار داد که خودداری ایران از تحویل‌دهی جعبه سیاه مغایر با تعهدات این کشور در معاهده هوانوردی غیرنظامی بین‌المللی است. وی همچنین گفت: «ما می‌خواهیم سلسله مراتب فرماندهی و این که چه کسی فرمان داده است را پیدا کنیم تا عدالت در مورد او اجرا شود.»
وادیم پریستایکو وزیر امور خارجهٔ اوکراین، خواستار شناسایی همه افراد دخیل در شلیک موشک به هواپیما شد. وی گفت موضوع این نیست که «یک سرباز در شلیک موشک عجله کرده و واکنش بیش از حد نشان داده است. ما می‌خواهیم سلسله مراتب فرماندهی و این که چه کسی فرمان داده است را پیدا کنیم تا عدالت در مورد او اجرا شود.»

### دادگاه کانادا
در روز ۲۴ ژانویه ۲۰۲۰ دادگاه تورنتو براساس شکایت خانواده‌های قربانیان سقوط هواپیما پرونده‌ای گشوده‌اند و شکایتی علیه سیدعلی خامنه‌ای و فرماندهان ارشد سپاه و از جمله امیرعلی حاجی‌زاده فرمانده نیروی هوافضای سپاه را گشوده است. تیم حقوقی کانادایی به‌دنبال دریافت دست کم یک میلیارد و یکصد میلیون دلار غرامت از حکومت جمهوری اسلامی است.

### حکم دادگاه عالی انتاریو
روز پنجشنبه ۳۰ اردیبهشت ۱۴۰۰ دادگاه عالی انتاریو در کانادا به دنبال رسیدگی به شکایت بستگان قربانیان پرواز ۷۵۲ شلیک به هواپیمای اوکراینی را «عمدی و اقدامی تروریستی» دانست. چهار شاکی این پرونده علی خامنه‌ای و فرماندهان سپاه و ارتش را متهم کرده‌اند.

### حکم نهایی دادگاه
دادگاهی عالی در کانادا بعد از ۱۸ جلسه دادرسی (نوامبر سال ۲۰۲۳ تا ژانویه ۲۰۲۴) بالاخره حکم خود را صادر کرد و با تأکید بر اینکه «شرکت هوایی اوکراین نتوانست ثابت کند که با سبک و سنگین کردن احتمالات در دادن اجازه به پرواز پی‌اس۷۵۲ در ترک تهران مرتکب کوتاهی نشده است» اعلام کرد شرکت هوایی اوکراین، «مراقبت استاندارد» را بر اساس قوانین هوایی بین‌المللی در دادن اجازه پرواز به آن هواپیما کاملاً انجام نداده و بر اساس آخرین اطلاعات موجود، ایمنی را ارزیابی نکرده است.
بر این اساس دیوان عالی ایالت انتاریو در کانادا، خطوط هوایی بین‌المللی اوکراین را به خاطر «سهل‌انگاری» در اعطای مجوز پرواز به هواپیمای اوکراینی مقصر شناخت و اوکراین را از نظر قانونی مسئول پرداخت غرامت کامل به خانواده‌هایی دانست که بستگان‌شان را در حادثه شلیک به هواپیما در آسمان تهران در مورخ ۱۸ دی ۱۳۹۸ (۸ ژانویه ۲۰۲۰) از دست دادند. در حکم ۱۴۱ صفحه‌ای این دادگاه، با وجود اینکه ادعاهایی علیه ایران هم وجود دارد، اما شرکت هواپیمایی اوکراین مقصر شناخته شده و مسئول پرداخت غرامت به خانواده‌های جانباختگان است.

### خوشحالی بازماندگان از رای نهایی
گلوبال نیوز افزود: متعاقب صدور حکم، (ن. س) یکی از شاکیان پرونده گفت: «من و خانواده‌ام از حکم دادگاه بسیار خوشحالیم. پس از اینکه تقریباً در تمام مدت محاکمه در دادگاه نشستم، از زحمات و تلاشی که وکلای من از کمپ فیورانته و هاوی ساکس و هنری در دادگاه انجام دادند سپاسگزارم».

### تهدید خانواده قربانیان
جواد سلیمانی، همسر الناز نبیئی، یکی از قربانیان سرنگونی هواپیما که در کانادا زندگی می‌کند خبر داده است که مأموران امنیتی ایران خانواده قربانیان را تهدید به تجاوز جنسی کرده و گفته‌اند «آنچه با پدر پویا بختیاری کردیم، با شما می‌کنیم»، خانواده او برای برگزاری چهلم فراخوان عمومی داده بودند ولی توسط وزارت اطلاعات بازداشت شدند.

### رسیدگی به پرونده در ایران
در ۱۷ فروردین ۱۴۰۰ غلامعباس ترکی، دادستان وقت نظامی تهران در مراسم معارفه دادستان نظامی جدید تهران اعلام کرد که کیفرخواست ۲۰۰ صفحه‌ای پرونده هواپیمای اوکراینی برای ۱۰ نفر از متهمان صادر شده است.جلسه اول رسیدگی به پرونده در دادگاه نظامی یک تهران به ریاست قاضی ابراهیم مهران‌فر در ۳۰ آبان ۱۴۰۰ تشکیل شد. جابجایی مداوم سامانه در طول شب، بدون انجام هماهنگی لازم با پست فرماندهی، عدم اشراف کافی به مفاد دستورالعمل‌های پدافندی مربوط، عدم تنظیم ناوبری یا شمال‌یابی سامانه بعد از جابجایی و خاموشی سامانه، اعلام آمادگی عملیاتی سامانه بدون تأمین لایه‌های ارتباطی پایدار، ضعف و عدم تلاش مؤثر برای برقراری ارتباط با پست فرماندهی به منظور شناسایی هدف کشف شده قبل از شلیک اول و دوم، توجیه ننمودن کارکنان عملیاتی سامانه به محیط پیرامونی و کریدورهای هوایی، از جمله اشتباهاتی است که درخصوص متهم ردیف اول این پرونده ذکر شده است و پس از ۲۰ جلسه در ۲۷ فروردین ۱۴۰۲ حکم بدوی متهمان بدین شرح صادر شد:
- متهم ردیف اول (فرمانده سامانه پدافند هوایی تور ام ۱) = ۳ سال حبس تعزیری به جرم مباشرت در قتل غیرعمد و ۱۰ سال حبس تعزیری به جرم لغو دستور ابلاغی و همچنین پرداخت دیه و مجازات تکمیلی؛
- متهمان ردیف دوم و سوم (پرسنل سامانه پدافند هوایی تور ام ۱) = ۱ سال حبس؛
- متهم ردیف چهارم (مسئول میز سامانه‌های پدافند هوایی تور ام ۱) = ۳ سال حبس؛
- متهم ردیف پنجم (مسئول پست فرماندهی سامانه دفاعی تور ام ۱) = ۳ سال حبس؛
- متهم ردیف ششم پرونده (فرمانده وقت پایگاه پنجم پدافند هوایی تهران) = ۲ سال حبس؛
- متهم ردیف هفتم پرونده (افسر شیفت مرکز کنترل عملیات منطقه‌ای تهران) = ۲ سال حبس؛
- متهم ردیف هشتم (فرمانده وقت مرکز کنترل عملیات منطقه‌ای تهران) = ۱ سال و نیم حبس؛
- متهم ردیف نهم (فرمانده وقت منطقه پدافند هوایی تهران) = ۱ سال حبس؛
- متهم ردیف دهم (فرمانده وقت پدافند هوایی نیروی هوا و فضای سپاه پاسداران) = ۱ سال حبس.[۲۰۵]

صدور این احکام در حالی است که سیدمحمود علیزاده طباطبایی که وکالت برخی از خانواده‌های قربانی را در این پرونده بر عهده داشت در ۱۲ اسفند ۱۴۰۱ اتهام سه متهم اول این پرونده را محاربه و از احتمال صدور حکم اعدام برای آنان خبر داده بود.

## مذاکرات
دمیترو کولِبا، وزیر خارجه اوکراین، روز سه‌شنبه ۳۱ تیر ۱۳۹۹، در توئیترش نوشت که طرف ایرانی پذیرفته است «برای بحث دربارهٔ غرامت»، هفته آینده نمایندگانی را به اوکراین بفرستد. او با تأکید بر اینکه این دیدار برای پیشرفت و همچنین تحقق عدالت «بسیار مهم» است نوشت: انتظار دارم طرف ایرانی در هفته جاری زمان سفر و اعضای هیئت را مشخص کند. همزمان با انتشار این توئیت، محسن بهاروند، معاون حقوقی و امور بین‌الملل وزارت خارجه جمهوری اسلامی، هم تأیید کرد که هیأتی از ایران روزهای هشتم و نهم مرداد ۱۳۹۹ به اوکراین سفر خواهد کرد. همچنین او گفت که ریاست این هیئت را وی برعهده خواهد داشت و «به هر صورتی که توافق انجام شود، خسارت هم پرداخت می‌شود.».
روز دوشنبه ۶ مرداد ۱۳۹۹، وزیر خارجه اوکراین مرداد تأیید کرد که هیاتی از ایران، روزهای چهارشنبه و پنج‌شنبه جهت مذاکره دربارهٔ غرامت به این کشور سفر خواهند کرد. دیمیترو کولبا، وزیر خارجه اوکراین طی نشستی خبری قبل از سفر به ورشو، اظهار کرد: «با توجه به آنچه اتفاق افتاده کاملاً ایجاب می‌کند که از ایران بخواهیم بیشترین بها را به خاطر کاری که کردند، پرداخت کنند.». او تأکید کرد که اوکراین در طول این مذاکرات نماینده تمام کشورها و گروه‌هایی خواهد بود که از این سانحه تأثیر پذیرفته‌اند. وی گفت: «من نمی‌توانم رقم نهایی غرامت را فاش کنم… ارقام پس از مشورت‌های لازم به دست می‌آید.».

### دور اول
روز پنج‌شنبه ۹ مرداد ۱۳۹۹، خبرگزاری‌ها در ایران از سفر یک هیئت از وزارت خارجه جمهوری اسلامی به کی‌یف، خبر دادند. این هیئت، برای تبادل نظر دربارهٔ «ابعاد مختلف فنی و حقوقی حادثه» سرنگون شدن هواپیما به این کشور سفر کرده و روز پنج‌شنبه وارد کی‌یف شده است. محسن بهاروند ریاست هیئت اعزامی را بر عهده دارد.

### دور دوم

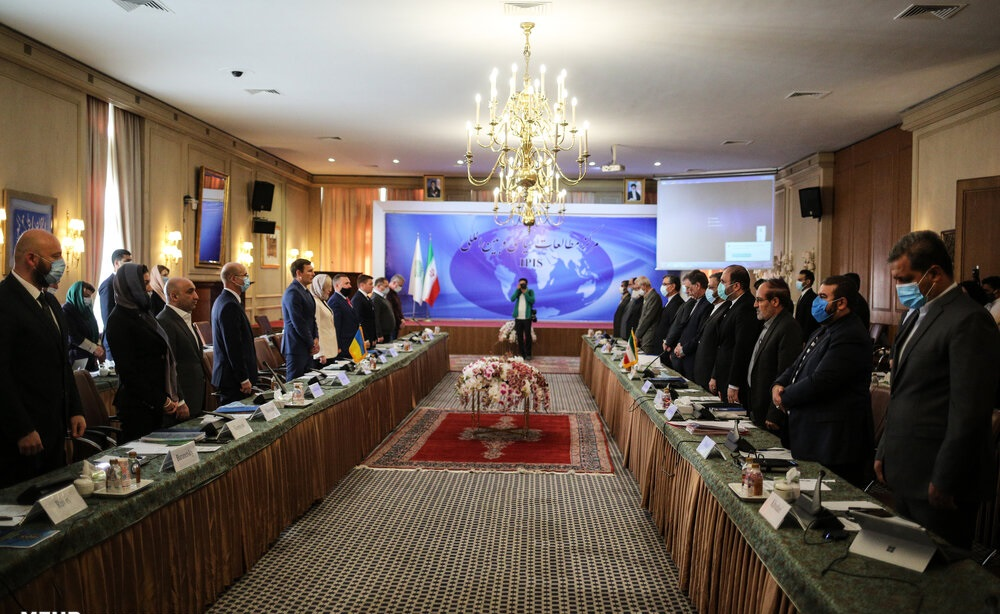
ادای احترام هیئت ایرانی و اوکراینی به کشته شدگان هواپیمای اوکراینی در دومین جلسه مذاکره

دومین دور مذاکرات ایران و اوکراین در خصوص سقوط هواپیمای اوکراینی دوشنبه ۲۸ مهر ۱۳۹۹ با حضور محسن بهاروند معاون امور حقوقی و بین‌المللی وزارت خارجه در مرکز تحقیقات و اموربین‌الملل وزارت خارجه برگزار شد. رایزنی‌ها دربارهٔ سه کارگروه تخصصی –هواپیمایی، نظامی و بازرسان جنایی و کارشناسان دادگستری خواهد بود.
یوگنی ینین، سرپرست هیئت مذاکره‌کنندگان اوکراینی، دربارهٔ مسائل پرواز ۷۵۲ پیش از عزیمت به تهران به رادیو فردا گفت که تقاضای اوکراین از ایران روشن و تغییرناپذیر است: «غرامت پس از حقیقت» و گفت:
«به تلاش‌هایمان برای پیشبرد مذاکرات با ایران ادامه می‌دهیم. طی دور نخست، پرسش‌هایی را که به نظر ما همچنان بی‌پاسخ مانده مطرح کردیم و انتظار داریم طی دور دوم پاسخ آن‌ها را بشنویم. متأسفانه مذاکرات به‌سختی پیش می‌رود و وعده‌های طرف ایرانی همیشه عملی نمی‌شود. طی دور دوم مذاکرات دربارهٔ غرامت بحث نخواهیم کرد. هدف اصلی ما، یافتن حقیقت است. باید بدانیم طی آن شب چه اتفاقاتی رخ داد. باید حقیقت را بدانیم هرچقدر تلخ و وحشتناک باشد.»— یوگنی ینین، در مصاحبه با رادیو فردا
گوندوز مامدوف، معاون دادستان کل اوکراین، جمعه به خبرنگاران گفت هدف از دور دوم مذاکرات بهبود همکاری با تهران برای روشن شدن جزئیات سانحه پرواز ۷۵۲ است:
«دستیابی به حقیقت اولویت ماست اما تاکنون پیشرفت ما کند بوده. پنج استعلام به طرف ایرانی فرستادیم اما به هیچ‌یک از سؤالات‌مان پاسخ روشن ندادند. استعلام ما دربارهٔ هویت شش فرد تحت پیگرد قانونی که تهران دربارهٔ آنها خبر داد از ماه ژانویه بی‌پاسخ مانده. در مذاکرات پیشنهاد ارتباط مستقیم و تبادل اطلاعات بین نهادهای مرتبط در اوکراین و ایران را مطرح خواهیم کرد. راهی که تاکنون پیش رفته‌ایم، جواب نمی‌دهد.»— گوندوز مامدوف، معاون دادستان کل اوکراین
یوگنی ینین، سرپرست هیئت مذاکره‌کنندگان اوکراینی پس از اتمام مذاکره دوم به رادیو فردا گفت به مسئولان ایرانی گفته شده تحت هیچ شرایطی نمی‌پذیرند در ازای لاپوشانی حقیقت، پول دریافت کنند. وی تأکید کرد که این هدف تنها از آن او به عنوان سرپرست هیئت اوکراینی نیست، بلکه خانواده‌های آسیب‌دیده هم این تقاضا را دارند.
«به طرف ایرانی صراحتاً گفتیم هدف اصلی‌مان نه دریافت غرامت، بلکه رسیدن به حقیقت است. تحت هیچ شرایطی نمی‌پذیریم در ازای لاپوشانی حقیقت پول دریافت کنیم. اول باید حقیقت را بدانیم و سپس بسته به جزئیات رویدادهایی که منجر به سرنگونی هواپیمای اوکراینی شد، غرامت را محاسبه خواهیم کرد.»— یوگنی ینین، در مصاحبه با رادیو فردا

#### تجمع خانواده قربانیان
برخی از اعضای خانواده قربانیان هواپیمای اوکراینی، صبح روز سه‌شنبه ۲۹ مهرماه ۹۹، در مقابل مرکز مطالعات سیاسی و بین‌المللی وزارت خارجه ایران تجمع کردند. آنها خواستار حضور یافتن یک نفر به نمایندگی از اعضای خانواده قربانیان در مذاکرات بین اوکراین و ایران پیرامون این پرونده و دیدار با اعضای هیئت اوکراینی شدند.
در ویدئوهایی که از تجمع امروز منتشر شد، محسن بهاروند، معاون حقوقی و بین‌الملل وزارت خارجه ایران به حاضران در تجمع توضیح می‌دهد که در مورد این پرونده کوتاهی نخواهد شد و «گزارش سانحه و بررسی‌ها آماده شده است». اعضای خانواده قربانیان در واکنش به این مقام ارشد وزارت خارجه ایران می‌گویند که این گزارش‌ها «دروغ است» و فرد دیگری هم به او می‌گوید که به مقام‌های جمهوری اسلامی اعتماد ندارند و خواستار دیداری کوتاه با اعضای هیئت اوکراینی که این موضوع را پیگیری می‌کنند، هستند. یکی از اعضای حاضر در محل می‌گوید سرنگون کردن این هواپیما، «سانحه نبوده» و «جنایت علیه بشریت» بوده و فرد دیگری به اینکه مقام‌های جمهوری اسلامی قربانیان این ماجرا را «شهید» خوانده، اعتراض می‌کند. خانواده قربانیان همچنین تأکید دارند که عاملان این ماجرا را «نمی‌بخشند» و اول باید محاکمه صورت بگیرد، بعد غرامت به خانواده‌ها پرداخت شود.

## گزارش رسمی سازمان هواپیمایی کشوری ایران
در گزارش ۱۷ صفحه‌ای سازمان هواپیمایی کشوری ایران که روز شنبه ۲۱ تیر ۱۳۹۹ منتشر شد، روند رویدادهای روز سرنگون کردن هواپیمای اوکراینی به ترتیب زمانی ذکر شده است.

### خلاصه‌ای از گزارش سازمان هواپیمایی کشوری ایران[۲۱۹]
- حدود ساعت ۴ بامداد ۱۸ دی ۹۸ بخش نظامی به بخش غیرنظامی کنترل فضای کشور اطلاع داد که فقط پروازهای دارای مجوز از شبکه پدافند مجاز به برخاستن از باند فرودگاه‌ها هستند
- پس از هماهنگی‌های متعدد بین «واحد مراقبت پرواز»، «مرکز کنترل فضای کشور» و «مرکز هماهنگی شبکه پدافند»، سرانجام این مجوز در ساعت ۶:۱۰:۲۰ به اطلاع هواپیمای اوکراینی می‌رسد و این هواپیما پرواز می‌کند
- یکی از سامانه‌های دفاع هوایی تهران، «پس از جابجایی»، به دلیل «خطای انسانی» و فراموش کردن اجرای مراحل الزامی بعد از جابجایی، دچار خطایی برابر با ۱۰۷ درجه می‌شود
- این سامانه در ساعت ۶:۱۳:۵۶ هواپیمای مسافربری را هدفی تشخیص می‌دهد که «در حال نزدیک شدن به سمت سامانه پدافند» است
- «کاربر سامانه» در ساعت ۶:۱۴:۲۱ مشخصات هدف را «بر روی بستر ارتباطی» به مرکز هماهنگی مربوط اعلام می‌کند اما اطلاعات ثبت‌شده نشان می‌دهد که پیام سامانه دفاعی با مرکز هماهنگی مبادله نشده است
- این مسئول ضدهوایی بدون دریافت پاسخ از مرکز هماهنگی، در ساعت ۶:۱۴:۴۱ اولین موشک را شلیک می‌کند و «فیوز رادیویی» آن در ۶:۱۴:۵۹ فعال می‌شود [منفجر می‌شود]
- در این زمان، هواپیما در ارتفاع و موقعیت عادی و در مسیر صحیح پروازی خود قرار داشت
- از این لحظه دریافت اطلاعات از هواپیما قطع می‌شود
- مسئول ضدهوایی موشک دوم را در ساعت ۶:۱۵:۰۶ به سمت هواپیما شلیک می‌کند
- پس از آن، پیام «موفقیت‌آمیز نبودن عملکرد موشک» در سامانه نشان داده می‌شود و پس از اندکی، هواپیما از قفل راداری سامانه خارج می‌شود
- شواهد نشان می‌دهد حدود ساعت ۶:۱۶:۱۱ آتشی در هواپیما شکل گرفته و اندازه آن گسترش می‌یابد
- هواپیما در ساعت ۶:۱۸:۲۳ در منطقه خلج‌آباد، در نزدیکی شاهدشهر، در یک زمین بازی به زمین برخورد می‌کند و انفجاری رخ می‌دهد و پس از آن نیز در چند مرحله دیگر به زمین برخورد می‌کند
- احتمال داده می‌شود فقط یکی از دو موشک توانایی وارد آوردن آسیب مؤثر به هواپیما را داشته است

این گزارش می‌گوید که علت اصلی شلیک موشک «خطای انسانی» به دلیل فراموش کردن مراحل الزامی «تنظیم مجدد راستای شمال» در یکی از سامانه‌ها بوده است که باعث «خطای ۱۰۷ درجه‌ای» این سامانه شد.
سازمان هواپیمایی کشوری ایران در گزارش خود گفته است ساعت ۴ بامداد آن روز «بخش نظامی به بخش غیرنظامی کنترل فضای کشور» اطلاع داد فقط پروازهایی مجاز به برخاستن از باند فرودگاه‌ها هستند که «از قبل توسط شبکه پدافند شناسایی شده و مجوز پرواز آنها توسط این شبکه صادر شده باشد». بنابر این گزارش، مجوز پرواز هواپیمای اوکراینی پس از هماهنگی با مراجع متعدد، سرانجام در ساعت ۶ و ۱۰ دقیقه به این هواپیما ابلاغ می‌شود. به نوشته سازمان هواپیمایی کشوری ایران، مسئول سامانه ضدهوایی که پس از «جابجایی» مراحل الزامی تنظیم شمال را «فراموش کرده» بود، در ساعت ۶ و ۱۳ دقیقه هواپیما را «هدف در حال نزدیک شدن به سامانه پدافند» تشخیص داد.
شماری از مقام‌های جمهوری اسلامی پیش از این گفته‌اند مسئول سامانه پدافند تلاش کرد با مسئولان رده‌های بالاتر تماس و مجوز شلیک بگیرد. با این حال در گزارش سازمان هواپیمایی کشوری آمده است: کاربر سامانه ضدهوایی «بر روی بستر ارتباطی، به مرکز هماهنگی مربوط اعلام نمود» اما «اطلاعات ثبت‌شده نشان می‌دهد که پیام سامانه دفاعی با مرکز هماهنگی مبادله نشده است». این مسئول ضدهوایی سرانجام بدون دریافت پیامی، در ساعت ۶:۱۴:۴۱ یک موشک به سوی هواپیما شلیک می‌کند و موشک دوم نیز در ساعت ۶:۱۵:۱۱ شلیک می‌شود. با این حال به نوشته سازمان هواپیمایی کشوری، ثانیه‌هایی پس از شلیک موشک دوم پیام «موفقیت‌آمیز نبودن عملکرد موشک» در سامانه نشان داده می‌شود اما کمی بعد، هواپیمای مسافربری «از قفل راداری سامانه خارج می‌شود».

## خواندن جعبه سیاه

### ارسال جعبه سیاه
- روز شنبه ۲۸ تیرماه ۱۳۹۹، محسن بهاروند، معاون حقوقی وزارت امور خارجه ایران، خبر داد که جعبه سیاه هواپیمای اوکراینی روز جمعه ۲۷ تیرماه ۱۳۹۹ به فرانسه ارسال شده است. او در گفتگویی کوتاه با روزنامه اعتماد گفت «عملیات خوانش» جعبه سیاه در فرانسه از روز دوشنبه ۳۰ تیرماه شروع می‌شود. به گفته معاون وزیر خارجه ایران، جعبه سیاه توسط مسئولان سازمان هواپیمایی و «یک نفر از قضات» به پاریس برده شده است. او جزئیات بیشتری ارائه نداد.[۲۲۰][۲۲۱]
- ولودیمیر زلنسکی، رئیس‌جمهور اوکراین از انتقال جعبه سیاه به فرانسه استقبال کرده و گفت: «آنان که مقصر این حادثه هستند باید پاسخگوی آن باشند» وی افزود نمایندگانی از اوکراین نیز بر خواندن جعبه سیاه نظارت و همکاری خواهند کرد.[۲۲۲]

#### بیانیه انجمن جان باختگان
انجمن خانواده‌های جان باختگان، با اشاره به بازخوانی جعبه سیاه هواپیمای اوکراینی در فرانسه، خواستار انجام تحقیقات بی‌طرفانه و جامع دربارهٔ جنایت سرنگونی این هواپیما شد. همچنین در بیانیه‌ای این انجمن اشاره شده که خانواده قربانیان این هواپیما خواستار حضور یک نماینده از طرف خویش در جریان بازخوانی اطلاعات جعبه سیاه شده‌اند ولی با این درخواست موافقت نشده است. در بخش دیگری از بیانیه انجمن خانواده‌های جان باختگان پرواز ۷۵۲ با اشاره به کارشکنی‌های ایران در بازخوانی جعبه سیاه و همچنین طرح بحث تعمیر جعبه سیاه در ایران، تأکید شده است که حکومت ایران «تمام تلاش خود را کرد که راز جنایتش را به جعبه سیاه تقلیل دهد».
خانواده قربانیان تأکید کرده‌اند که بازخوانی جعبه سیاه «اولین قدم در انجام تحقیقات نسبت به این جنایت است» و آنها اطلاعاتی که از این مسیر به دست می‌آید، «دل خوش» نکرده‌اند. این انجمن با اشاره به شواهدی چون «بازگذاشتن آسمان ایران در شرایط خطیر جنگی، اجازه دادن به پرواز هواپیمای خطوط هوایی اوکراین، شلیک چندین موشک به هواپیما، تخریب سریع صحنه سقوط و ترساندن شاهدان و سرکوب خانواده‌ها» تأکید کرده است که آنها صرفاً به اطلاعاتی که از طریق جعبه سیاه به دست می‌آید، «دل خوش» نکرده‌اند.

#### پایان خواندن جعبه سیاه
- روز پنج شنبه ۲ مرداد ۱۳۹۹، دفتر بررسی و تحلیل ایمنی هواپیمایی کشوری فرانسه از اتمام فراینده بازخوانی جعبه سیاه خبر داد و همزمان با این خبر، صفحه توئیتر سفارت ایران در فرانسه با تأیید این موضوع از قول بهرام قاسمی، سفیر تهران در پاریس، اعلام کرد «هیأتی متشکل از مدیران سازمان هواپیمایی کشوری و تعدادی از متخصصان ایرانی که به منظور بازخوانی جعبه‌های سیاه هواپیمای سانحه دیده اوکراینی در مرکز دفتر بررسی و تحلیل ایمنی هواپیمایی کشوری فرانسه کار بازخوانی و تحلیل یافته‌های بازیابی شده را آغاز کرده بودند، امروز پس از چند روز تلاش فشرده به کار خود پایان دادند». بهرام قاسمی گفت، جعبه‌های سیاه پس از خوانش در اختیار طرف ایرانی قرار دارد و طبق استانداردهای بین‌المللی و تخصصی متعارف، متعاقباً اقدام‌های لازم بعدی صورت خواهد پذیرفت.[۲۲۴]
- کارشناسان دفتر تحقیقات و بررسی امنیت ترابری غیرنظامی فرانسه (BEA) صدای داخل کابین خلبان (CVR) و داده‌های دستگاه ثبت اطلاعات فنی پرواز (FDR) را بررسی کرده‌اند.[۲۲۵] عملیات بازخوانی توسط یک تیم بیست نفره انجام شده است.[۲۲۶]
- یوگنی ینین، معاون وزیر خارجه اوکراین می‌گوید، جعبه سیاه این هواپیما «با موفقیت رمزگشایی» شده و «دخالت غیرقانونی» در این پرواز تأیید شده است.[۲۲۷]

### گزارش ایران از جعبه سیاه
پس از گذشت ۷ ماه از حادثه، تورج دهقانی زنگنه، رئیس سازمان هواپیمایی ایران، در روز ۲ شهریور ۱۳۹۹ خبر از بازخوانی جعبه سیاه (FDR و CVR) داد و گفت فرایند ثبت اطلاعات در جعبه سیاه ۱۹ ثانیه پس از برخورد موشک اول متوقف شده (پیش از برخورد موشک دوم) و مکالمات در کابین پرواز هنگام برخورد موشک اول، نشان دهنده بروز «مشکل الکترونیکی» در هواپیما است. او گفت:
«ثبت اطلاعات و ضبط کننده داده‌های پروازی در زمان ۶:۱۴:۵۶ (۱۹ ثانیه پس از برخورد موشک اول) متوقف شده است. تا این زمان تمام متغیرهای پروازی ثبت شده شرایط عادی داشته و هواپیما تا قبل از این شرایط در شرایط پروازی فنی نرمال بود و در پروفایل پروازی پیش‌بینی شده قرار داشته است. جعبه سیاه ضبط کننده صدای درون کابین تا ۱۹ ثانیه پس از انفجار موشک مکالمات را ضبط کرده است. در کابین پرواز سه نفر گروه پرواز حضور داشتند که یکی از آنها معلم بوده که هر سه متوجه شرایط غیرعادی بودند و متناسب با صدای غیرعادی کابین تا آخرین لحظه مشغول کنترل و هدایت هواپیما بودند. معلم خلبان درون کابین برخی راهنماییهای لازم را می‌دهد از این مکالمه می‌توان نتیجه گرفت که هواپیما دچار مشکل الکتریکی شده که باعث می‌شود گروه پروازی واحد برق کمکی را روشن بکند و معلم خلبان تشخیص خود مبنی بر فعال بودن هر دو موتور هواپیما را در ثانیه‌های پس از انفجار به خلبانان اعلام می‌کند.»
وی اضافه کرد «انفجار موشک اول باعث آسیب قابل توجهی به هواپیما شده و برخورد قطعاتی ناشی از آن به هواپیما باعث قطع FDR و CVR در مدت زمان ۱۹ ثانیه بعد از آن شده است»:
«هیچ صدا یا نشانه ای از وضعیت کابین مسافران در صداها و اطلاعات ضبط شده وجود ندارد و نحوه صحبت و واکنش گروه پروازی نشان از سلامت جسمانی آنها در این لحظات بوده است. با توجه به اینکه ضبط صدای کابین در ۱۹ ثانیه بعد از انفجار متوقف شده است و حداقل ۲۵ ثانیه بعد از انفجار اول موشک دوم به مجاورت هواپیما رسیده است تحلیلی دربارهٔ عملکرد و آثار موشک شلیک شده دوم از اطلاعات جعبه سیاه به دست نیامد.»
در نهایت دهقانی گفت «گزارش نهایی سانحه هواپیمای اوکراینی یک سال دیگر اعلام می‌شود.».
در روز ۱۰ام دی ماه ۱۳۹۹، سعید خطیب‌زاده، سخنگوی وزرات امور خارجه ایران اعلام کرد پیش‌نویس نهایی گزارش ایران از این حادثه را به کشورهای ذی‌ربط ارسال کرده‌اند و طبق قوانین بین‌المللی آن‌ها دوماه فرصت دارند این پیش‌نویس را بررسی کرده و نظرات و سوالات خود را در رابطه با آن مطرح کنند. بعد از گذشت این دو ماه، این گزارش در دسترس عموم قرار خواهد گرفت.

#### واکنش‌ها نسبت به گزارش ایران
- وزارت امنیت ترابری و وزارت امور خارجه کانادا در بیانیه‌ای این گزارش را «گزینش‌شده» و «ناقص» خواندند و گفتند ایران تنها «اطلاعاتی را تأیید کرده که ما خود می‌دانستیم». در ادامه آمده: «ما از جمهوری اسلامی ایران انتظار داریم روشن کند که چرا در زمانی که آسمان کشور باز بوده، به سوی هواپیما دو موشک شلیک کرده است. این همان مسئله مهمی است که کانادا، مردم کانادا و به ویژه خانواده‌های قربانیان بی گناه حادثه می‌خواهند بدانند». آنها گفتند جمهوری اسلامی به پرسش‌های زیادی پاسخ نداده است و خواستار انجام تحقیقات شفاف و کامل با تعهدات بین‌المللی شدند.[۲۳۲][۲۳۳]
- «انجمن خانواده‌های جان باختگان پرواز ۷۵۲» با انتشار بیانیه‌ای گفت: «پرسش مهم ما در این مورد دلایل مربوط به تأخیر در روند پرواز و مکالمات خلبان‌ها در آن یک ساعت، که باید در گزارش لحاظ شود همچنان آشکارا، بی پاسخ مانده است».[۲۳۴][۲۳۵]

## مراسم‌های یادبود و گرامیداشت

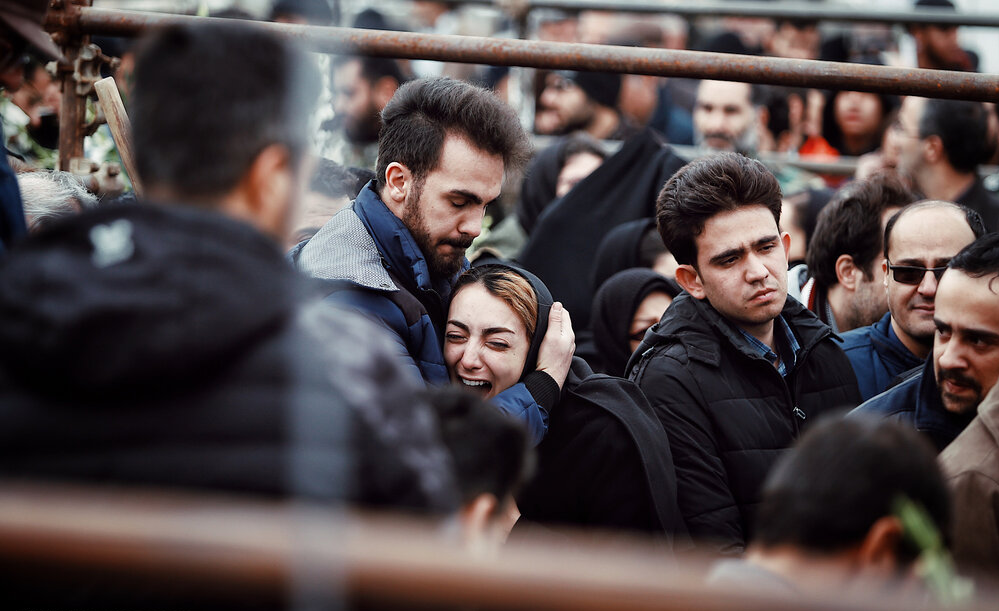
تشییع جنازهٔ قربانیان در همدان

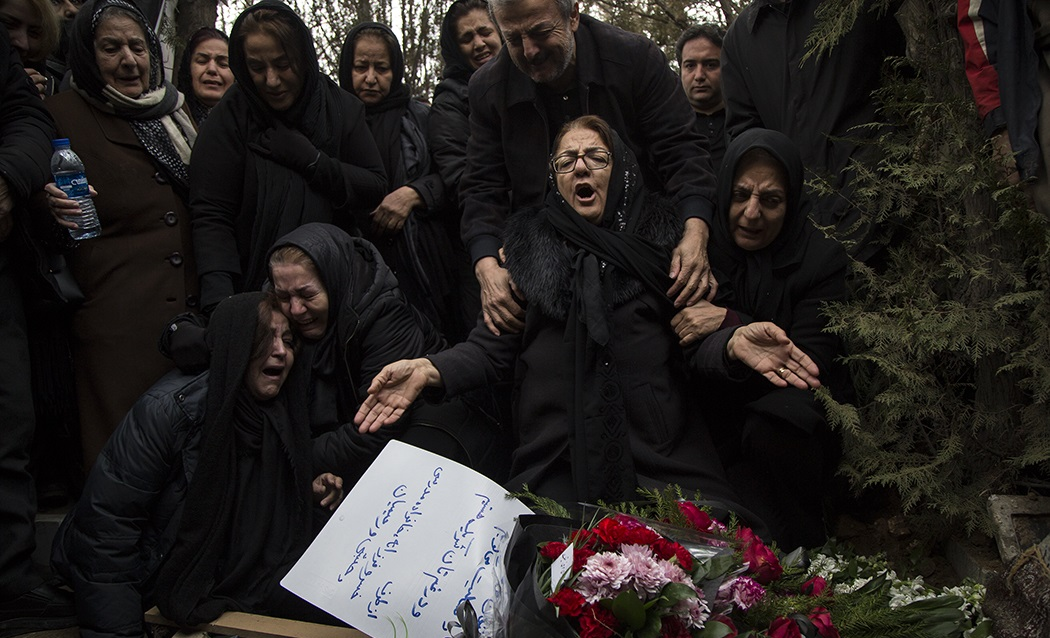
تشییع جنازهٔ قربانیان در سنندج

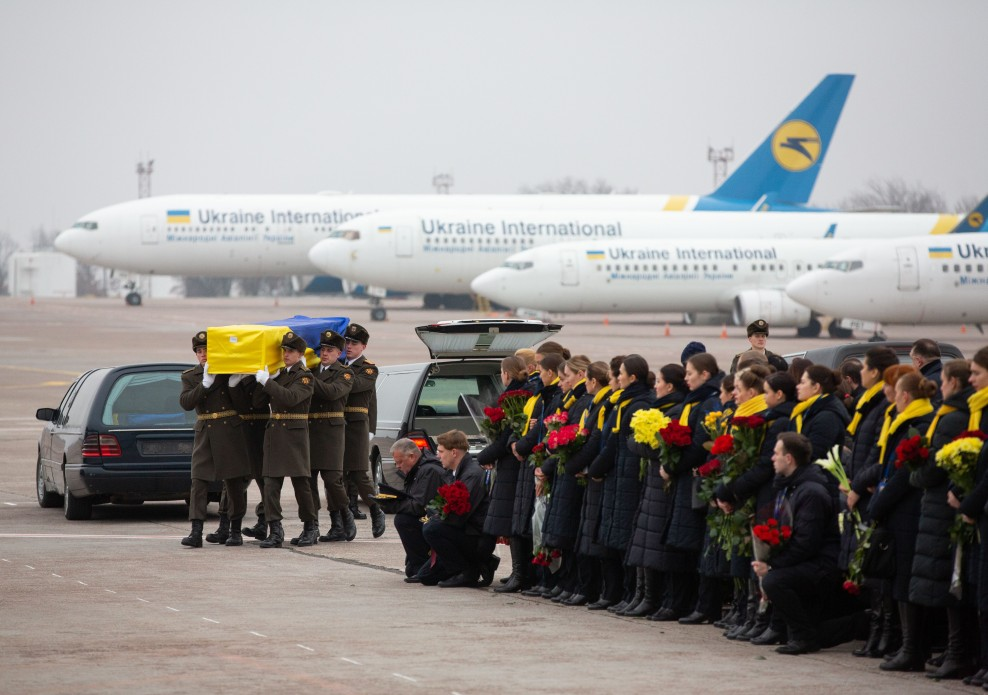
در فرودگاه بوریسپیل

پس از سقوط پرواز شماره ۷۵۲ تهران-کیف و درگذشت تمامی سرنشینان این هواپیما، جهت همدردی با خانواده‌های جان‌باختگان، مراسم‌هایی در ایران، کانادا و آلمان برگزار شد. پس از انجام آزمایش تشخیص هویت و تحویل پیکرهای شناسایی شده به خانواده‌ها، در برخی از شهرها مراسم تشییع برگزار شد. پس از شش روز از حادثه از سوی بنیاد شهید، جانباختگان این پرواز شهید محسوب شدند.
در این رابطه شهرهای مختلفی از ایران شاهد مراسم‌های یادبود به شکل‌های مختلف بود. از جمله ساری، بابل، پیشوا، اردبیل، بروجرد، ملایر، یزد، مهریز، قم، رشت، کرمانشاه، مشهد، کرج، شیراز، قزوین، دماوند، گرگان و هیئت‌های مذهبی تهران. همچنین در کانادا نیز خانواده‌ها، همکاران و دوستان جانباختگان برای قربانیان حادثه مراسم برگزار کردند از جمله در شهر ادمونتون و دانشگاه تورنتو. در آلمان نیز در مسجد امام علی هامبورگ مراسم یادبود از سوی مرکز اسلامی هامبورگ برگزار می‌شود.

## تجمعات اعتراضی

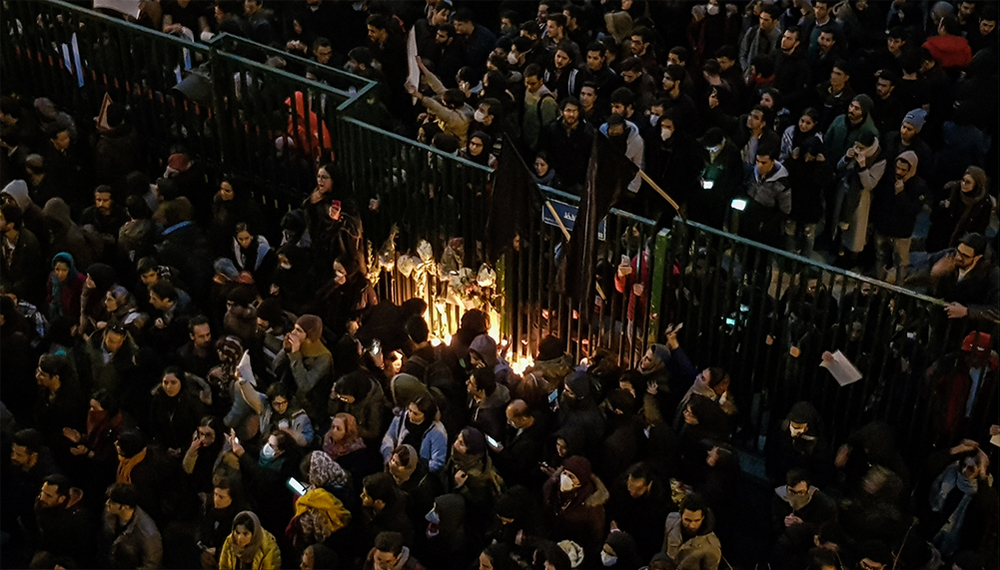
تجمع اعتراضی در دانشگاه امیرکبیر تهران و بیرون آن

- روز شنبه ۲۱ دی ۱۳۹۸ در پی تأیید رسمی نقش سپاه پاسداران در ساقط کردن هواپیمای مسافربری اوکراینی، دانشجویان و مردم معترض برابر دانشگاه‌های امیرکبیر و شریف تهران در اعتراض به حادثه شلیک موشک سپاه پاسداران به هواپیمای مسافری اوکراین و پنهان‌کاری مقامات جمهوری اسلامی دست به تجمع و تظاهرات زده و علیه «دروغ‌گویی» و «پنهان‌کاری» مسئولان حکومت شعار دادند[۲۳][۲۴][۲۵] و خواستار استعفای علی خامنه‌ای به عنوان فرمانده کل نیروهای مسلح شدند.[۲۵] به جز تهران در شهرهای ساری، اصفهان، رشت، همدان، کرمان، شیراز، بابل و ارومیه تجمعات اعتراضی برگزار شد.[۱۸۶][۲۴۴]
- روز ۲۲ دی ۱۳۹۸ در اعتراض به سرنگون کردن هواپیمای اوکراینی توسط سپاه پاسداران، یک تجمع اعتراضی در شهر آمل در مقابل ساختمان مرکزی سپاه پاسداران برگزار شد که ۱۴ نفر از آنها دستگیر شده بودند، دادگاه انقلاب شهر آمل پنج نفر از آنها را در مجموع به ۳۰ ماه زندان محکوم کرد.[۲۴۵]
- خانواده‌های قربانیان سقوط هواپیما در شهرهای ادمونتون، تورنتو، مونترال، وینی پگ و کالگاری دست به حرکت اعتراضی زده و خواهان اجرای عدالت شدند، حامد اسماعیلیون که همسر و فرزندش از قربانیان است گفت این تحقیق بایستی مستقل از دخالت ایران انجام شود.[۲۴۶]
- در دومین سالگرد سرنگونی هواپیمای اوکراین توسط سپاه پاسداران، شماری از خانواده‌های قربانیان این حادثه با تجمع در فرودگاه خمینی و محل حادثه در شاد شهر تجمع کرده و نسبت به روند پیگیری پرونده سرنگونی این هواپیما اعتراض کردند، آنها با لباس مشکی و چشمان اشک‌بار شاخه‌های گل در دست داشتند و گفتند: «عدالت قابل مبادله نیست. ما محکم ایستاده‌ایم تا جنایتکاران را در دادگاه بی‌طرف محاکمه کنیم».[۲۴۷]

## پیامدها
- به دنبال وضعیت ایجاد شده به دلیل عملیات نظامی ایران و همچنین سقوط هواپیمایی اکراین، صنعت توریسم ایران دچار بحرانی جدی شد، بطوریکه بر اساس آمارها ۷۰ درصد تورهای آسیایی و ۱۰۰ درصد تورهای اروپایی که قصد سفر به ایران را داشتند، سفر خود را لغو کرده‌اند.[۲۴۸][۲۴۹]
- ترافیک هوایی ایران به شدت دچار افت شد و بسیاری از ایرلاین‌ها یا پرواز به مقصد ایران را لغو کردند، یا مرزهای هوایی ایران را دور زدند. این امر باعث کاهش درآمد ایران از محلِ گذر هواپیماهای عبوری شد.[۲۵۰]
- فدراسیون فوتبال آسیا اعلام کرد که بازی‌های باشگاه‌های ایرانی در لیگ قهرمانان آسیا ۲۰۲۰ به دلیل آنچه ناامنی کشور خوانده شده، باید در زمین بی‌طرف و کشور ثالث برگزار شود.[۲۵۱] با اعلام برنامهٔ مسابقات مرحلهٔ دوم جام جهانی ۲۰۲۲، که یکی از آن‌ها در ورزشگاه آزادی تهران برگزار خواهد شد، این محدودیت در عمل به پایان رسید.[۲۵۲]
- به دنبال سرنگونی هواپیمای اوکراینی، لوفت‌هانزا (شرکت هواپیمایی آلمان) و آسترین ایرلاینز (شرکت هواپیمایی اتریش) پروازهای خود به مقصد تهران را تا ۹ فروردین (۲۸ مارس) تعلیق کردند. لوفت هانزا طی بیانیه‌ای وضعیت نامشخص ایمنی در اطراف فرودگاه تهران و حریم هوایی ایران را دلیل اتخاذ تصمیم اعلام کرد.[۲۵۳]

## واکنش‌ها

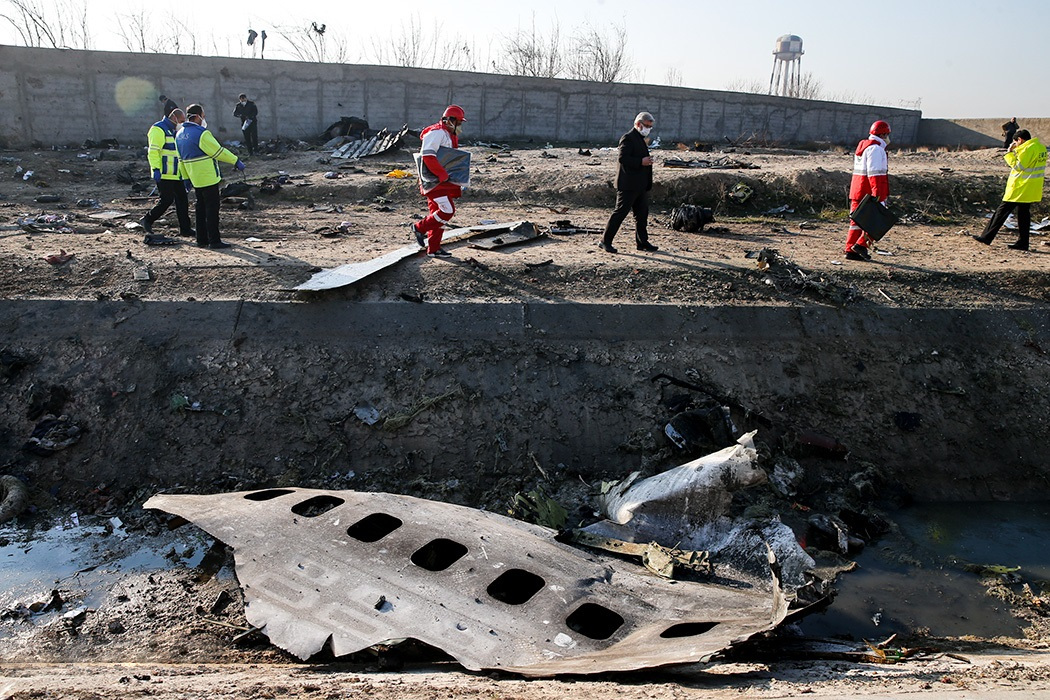
بخشی از لاشه هواپیما

### واکنش ابتدایی به سقوط
این رویداد تنها چند ساعت بعد از بحران سیاسی شدید بین ایالات متحده و ایران رخ داد. درست پس از زمانی که ایران اعلام کرد در پاسخ به حمله هوایی آمریکا به فرودگاه بین‌المللی بغداد به پایگاه هوایی عین‌الاسد که مقر نیروهای آمریکایی در کشور عراق است، ۱۵ موشک شلیک کرده است، سانحهٔ پرواز ۷۵۲ رخ داد. پس از این حمله اداره هوانوردی فدرال ایالات متحده، در یک نوتام، پرواز همه هواپیماهای غیرنظامی آمریکایی را در آسمان ایران، عراق، دریای عمان و خلیج فارس ممنوع اعلام کرد. اگرچه هشدار آمریکا در مورد هواپیماهای غیرآمریکایی الزام‌آور نیست، اما بسیاری از خطوط هوایی هنگام تصمیم‌گیری در مورد ایمنی پرواز، به‌ویژه پس از سقوط پرواز شماره ۱۷ هواپیمایی مالزی در سال ۲۰۱۴، به آن توجه می‌کنند. به همین خاطر تعدادی از خطوط هوایی از جمله هواپیمایی سنگاپور، کا ال ام، ایرفرانس، ایر ایندیا و کانتاس در پروازهای خود بازنگری کردند. همچنین برخی شرکت‌های هواپیمایی فعال در منطقه، مانند لوفت‌هانزا، هواپیمایی امارات و فلای‌دبی بخشی از پروازهای خود را به فرودگاه‌های ایران و عراق لغو کرده یا تغییرات عملیاتی دیگری را انجام دادند.
- مایک پمپئو وزیر امور خارجه آمریکا در بیانیه‌ای ضمن اعلام آمادگی برای ارائه هرگونه کمک احتمالی به اوکراین خواستار همکاری کامل برای هرگونه تحقیق دربارهٔ علت این سانحه شد.[۲۶۲]
- شرکت هواپیمایی بین‌المللی اوکراین (UIA) اندکی پس از این حادثه پروازهای خود را به مقصد تهران متوقف کرد و پروازهای دیگر این شرکت نیز معلق اعلام شد.[۲۶۳] اوکراین پرواز کلیهٔ هواپیماهای ثب‌شده با کد رجیستر اوکراینی را در حریم هوایی ایران ممنوع اعلام کرد.[۲۶۴] پس از این سقوط شرکت‌های هواپیمایی دیگری همچون ایر آستانه و اسکات ایرلاینز پروازهای خود را در آسمان ایران متوقف کردند که به دنبال منع صادر شده برای شرکت‌های هواپیمایی قزاقستانی رخ داد.[۲۶۵][۲۶۶][۲۶۶]
- ایر کانادا نیز مسیر پرواز تورنتو به دبی را که از آسمان ایران انجام می‌شد را به آسمان مصر و عربستان منتقل کرد.[۲۶۷]
- ایران یک روز پس از حادثه ۱۸ دی (۹ ژانویه) را به خاطر کشته‌شدگان این پرواز و نیز درگذشتگان در مراسم تشییع و خاکسپاری پیکر قاسم سلیمانی به عنوان عزای عمومی اعلام کرد.[۲۶۸]
- ولودیمیر زلنسکی، رئیس‌جمهور اوکراین، نیز به بستگان قربانیان تسلیت گفت.[۲۶۹] مقامات اوکراین نیز از کوتاه‌شدن سفر رسمی ولودیمیر زلنسکی به عمان خبر دادند. رئیس‌جمهور اوکراین بعداً اعلام کرد که هواپیماهای متعددی در کی‌یف برای سفر به تهران و انتقال پیکر کشته‌شده‌ها آماده شده است.[۶۹] دولت اوکراین ۹ ژانویه را به عنوان عزای عمومی اعلام کرد و پرچم‌های این کشور به حالت نیمه‌برافراشته درآمد.[۲۷۰]
- با توجه به تابعیت کانادایی تعداد زیادی از مسافران این پرواز، فرانسیس-فیلیپه شامپان، وزیر امور خارجه کانادا، و مارک گارنو، وزیر ترابری این کشور، هر دو با بازماندگان قربانیان حادثه ابراز همدردی کردند. گارنو اعلام کرد که کانادا به تحقیقات در زمینهٔ علت حادثه کمک می‌کند.[۲۷۱]
- وزارت امور خارجه انگلیس نیز اعلام کرد که آن‌ها از فقدان پیش‌آمده بسیار متأثر است.[۲۶۳] وزارت امور خارجه ترکیه نیز در بیانیه‌ای به خانواده‌های جان‌باختگان و همچنین به «دولت‌ها و مردم اوکراین و ایران» تسلیت گفت.[۲۷۲]
- رئیس‌جمهور روسیه، ولادیمیر پوتین، نیز برای ایران و اوکراین پیام تسلیت صادر کرد.[۲۷۳][۲۷۴]
- هایکو ماس وزیر خارجه آلمان به ایران هشدار داد ایران نباید دربارهٔ دلایل سقوط پنهان‌کاری کند، چراکه پنهان کردن دلایل سقوط موجب بدتر شدن فضای بی‌اعتمادی موجود در منطقه می‌شود.[۲۷۵]
- حسام‌الدین آشنا، مشاور حسن روحانی، روز پنجشنبه در توییتر خود نوشت: «به کارگزاران ایرانی‌تبار رسانه‌های فارسی‌زبان هشدار داده می‌شود از مشارکت در جنگ روانی مربوط به هواپیمای اوکراینی و همکاری با ایران‌ستیزان خودداری کنند.» فدراسیون بین‌المللی روزنامه‌نگاران و گزارشگران بدون مرز، تهدید روزنامه‌نگاران ایرانی خارج از کشور توسط مشاور رئیس‌جمهور را محکوم کردند.[۲۷۶][۲۷۷]

### پس از پذیرش مسئولیت سرنگونی

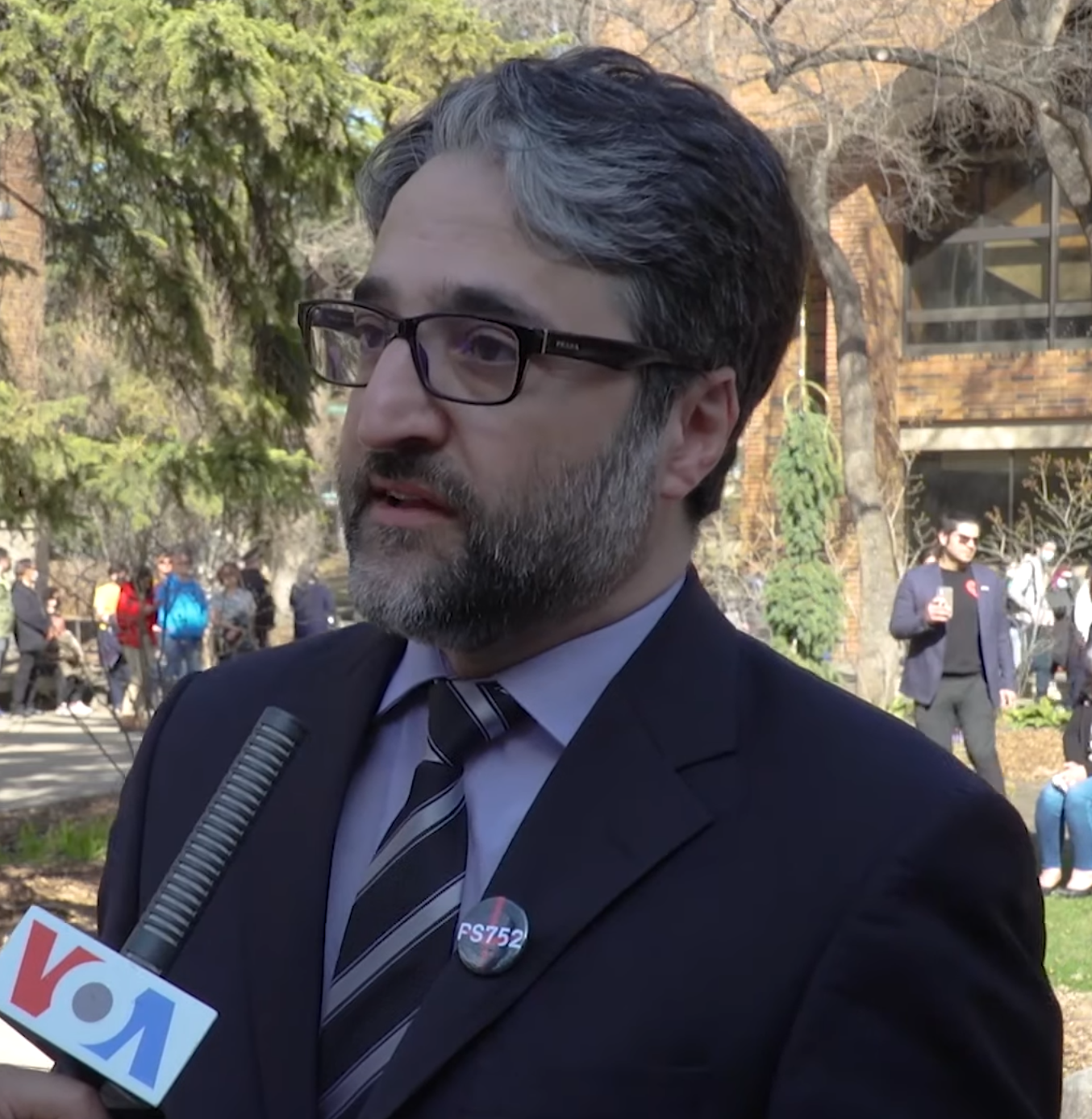
حامد اسماعیلیون رئیس انجمن خانواده‌های جانباختگان پرواز پی‌اس ۷۵۲ در حال مصاحبه در مورد امیدواری به برگزاری دادگاهی مشابه دادگاه حمید نوری برای سرنگونی پرواز شماره ۷۵۲.

- ستاد کل نیروهای مسلح جمهوری اسلامی ایران، با صدور بیانیه ای اعلام کرد: «پرواز شماره ۷۵۲ خطوط هوایی اوکراین از فرودگاه امام خمینی (ره) حرکت نموده و در هنگام چرخش، کاملاً در حالت نزدیک شونده به یک مرکز حساس نظامی سپاه و در ارتفاع و شکل پروازی یک هدف متخاصم قرار می‌گیرد که در این شرایط بر اثر بروز خطای انسانی و به صورت غیرعمد، هواپیمای مذکور مورد برخورد قرار گرفته که متأسفانه موجب به شهادت رسیدن جمعی از هموطنان عزیز و جان باختن تعدادی از اتباع خارجی می‌گردد. ستاد کل نیروهای مسلح ضمن عرض تسلیت و اظهار همدردی با خانواده‌های داغدار هم وطن و جان باختگان اتباع سایر کشورها و عذرخواهی به خاطر خطای انسانی پیش آمده، اطمینان کامل می‌دهد با پیگیری انجام اصلاحات اساسی در فرایندهای عملیاتی در سطح نیروهای مسلح امکان تکرار این گونه خطاها را غیرممکن ساخته و بی‌درنگ مقصر آن را به سازمان قضایی نیروهای مسلح معرفی نماید تا با خطاهای صورت گرفته برخورد قانونی صورت گیرد.»[۲۷۸]
- حسن روحانی در پی تأیید شلیک به هواپیما از سوی سپاه پاسداران، بیانیه‌ای صادر کرده و اعلام کرد که «جمهوری اسلامی ایران از این اشتباه فاجعه‌بار، بسیار متأسف است». وی در بیانیه‌اش «از سوی جمهوری اسلامی ایران»، به خانواده‌های قربانیان تسلیت گفت. روحانی همچنین خواستار تحقیقات بیشتر در خصوص علل رخ دادن حادثه شد.[۲۷۹][۲۸۰]
- علی خامنه‌ای، رهبر جمهوری اسلامی، پس از انتشار خبر برخورد موشک‌ها با هواپیما و سقوط آن، در پیامی «همدردی عمیق و تسلیت صمیمانه» خود را به خانوادهٔ کشته‌شدگان ابراز کرد. در این نامه، به ستاد کل نیروهای مسلح برای «پیگیری کوتاهی‌ها یا تقصیرهای احتمالی در این حادثهٔ دردناک» دستور داده شده و «مراقبت و پیگیری‌های لازم برای عدم امکان تکرار چنین سانحه‌ای» از «مدیران و مقامات ذی‌ربط» خواسته شده است.[۲۸۱] وی بدون اشاره به نقش سپاه پاسداران و بدون عذرخواهی، حملهٔ سپاه به این هواپیما را ماجرایی مبهم خواند و از فرماندهان سپاه بابت اطلاع‌رسانی در مورد آن تشکر کرد. او همچنین اشارهٔ کوتاهی به اعتراضات مردمی پس از این حادثه کرد و آن را ناشی از فریب «دشمن» نامید و با برشمردن اقدامات سپاه، از مردم ایران خواست که «صبور» و «شاکر» باشند.[۲۸۲][۲۸۳]
- امیرعلی حاجی‌زاده، فرمانده نیروی هوا فضای سپاه پاسداران انقلاب اسلامی در نشست خبری شنبه ۲۱ دی ماه به تشریح جزئیاتی از حادثه پرداخت. در ابتدا او ابراز کرد که پس از شنیدن این حادثه «آرزوی مرگ» کرده و با اشاره به جریان بررسی پرونده در مراجع بالاتر و قوه‌قضاییه تصریح کرد که «گردن ما از مو باریک‌تر است و همه مسئولیت این حادثه را می‌پذیریم، هرگونه تصمیمی که مسئولان بگیرند ما مطیع اجرای آنیم.» در توضیح این که چرا دیر اطلاع‌رسانی شده است وی ابراز کرد در زمان حادثه در غرب ایران بوده و با توجه به تقارن سقوط هواپیما و گزارش شلیک از پدافند، به صورت تلفنی اطلاع می‌دهد که به احتمال زیاد هواپیمای خودی مورد هدف واقع شده است و به سمت تهران حرکت می‌کند. در تهران از طرف ستاد کل نیروهای مسلح یک گروه بررسی حادثه تشکیل می‌شود که ستاد مذکور «هم اعضای تیم تحقیق و هم عوامل دخیل در حادثه را قرنطینه» می‌کند و حاجی‌زاده می‌گوید ما اجازه انتشار خبری نداشتیم و در دفاع از نهادهایی که برخورد موشک را رد کرده‌اند وی افزود آن‌ها مقصر نیستند چرا که بر اساس اطلاعات خودشان اظهار نظر می‌کردند و تصریح کرد که «هیچ اشکالی به بخش هواپیمایی کشوری و سایر بخش‌های دولتی و کشوری وارد نیست و هر خطا و مشکلی که بوده در بخش نیروهای مسلح است.»[۲۸۴]
- مهدی کروبی در نامه‌ای به سید علی خامنه‌ای نوشت «جنابعالی به عنوان فرمانده کل قوا مسئولیت مستقیم این امر را بر عهده دارید.» کروبی با بررسی این حادثه تأکید کرد که سید علی خامنه ای بدون شک هیچ‌یک از شرایط و صفات احراز مسئولیت رهبری را ندارد.[۲۸۵]
- رضا پهلوی در پیامی توییتری نوشت: «این خطای انسانی نیست؛ جنایت علیه بشریت است؛ و رهبری که فرمان آتش به اختیار می‌دهد، مسئول مستقیم آن. دیگر بس است. خامنه‌ای و رژیمش باید بروند.»[۲۸۶][۲۸۷][۲۸۸]
- پس از اعتراف جمهوری اسلامی در سرنگونی هواپیما، ولودیمیر زلنسکی، رئیس‌جمهور اوکراین، در این بیانیه اعلام کرده که خواستار تحقیقات کامل و شفاف، اجرای عدالت در حق عاملان، بازگرداندن اجساد، پرداخت غرامت، پذیرش کامل گناه و عذرخواهی رسمی از طریق مجرای دیپلماتیک از سوی ایران شد.[۲۸۹]
- جاستین ترودو، نخست‌وزیر کانادا اعلام کرد که اگر تنش بین ایران و آمریکا بالا نمی‌گرفت قربانیان این حادثه اکنون زنده بودند. به گزارش العربیه انگلیسی، ترودو مراقب بود که دونالد ترامپ را برای ترور سلیمانی متهم نکند، افزود که او انتظار یک هشدار شفاف را پیش از دستور ترامپ برای قتل سلیمانی داشته (با توجه به این که به گزارش العربیه کانادا نیروهایی در قالب مأموریت آموزشی ناتو در عراق دارد) او گفت اگر نزاع‌های اخیر در منطقه نبود آن کانادایی‌ها الآن در خانه و کنار خانواده‌شان بودند، این چیزی است که هنگام نزاع و جنگ بر بیگناهان تحمیل می‌شود. او ابراز کرد که یک عصبانیتی نسبت به ایران وجود دارد که شنبه اعلام کرد که با یک اشتباه مرگبار هواپیما ساقط شده است. او درخواست اجرای عدالت را مطرح کرد که باید با نهایت دقت از سوی دولت ایران مورد توجه قرار گیرد.[۲۹۰] نخست‌وزیر کانادا این حادثه را یک تراژدی ملی خواند و خواستار «شفافیت و اجرای عدالت» برای همه خانواده‌ها و بازماندگان قربانیان شد. همچنین کانادا از تشکیل یک گروه بین‌المللی «هماهنگی و پاسخگویی» به‌خانواده‌های قربانیان خبر داد.[۲۹۱]
- سناتور تد کروز گفت مسافران هواپیمای اوکراینی قربانی «بی‌کفایتی» مسئولان جمهوری اسلامی شدند.[۲۹۲]
- در پی اعتراضات مردم ایران به سرنگونی هواپیمای مسافربری پرواز تهران – کی‌یف، که با شلیک موشک سپاه پاسداران سقوط کرد، ترامپ رئیس‌جمهور آمریکا خطاب به مردم ایران گفت: ما اعتراضات شما را از نزدیک دنبال می‌کنیم. شجاعت شما الهام‌بخش است و دولت من همچنان در کنار شما خواهد ایستاد.[۲۹۳]
- زهرا خاتمی‌راد، از مجریان صداوسیمای جمهوری اسلامی در اعتراض به سقوط هواپیمای اوکراینی استعفا داد و در صفحه اینستاگرام خود نوشت: «مردم سلام، ممنون که تا امروز منو به عنوان مجری پذیرفتید. دیگه هرگز به تلویزیون باز نخواهم گشت. حلال کنید.»[۲۹۴]
- آژانس ایمنی پرواز اتحادیه اروپا روز شنبه ۲۱ دی با صدور اطلاعیه‌ای از کلیه شرکت‌های هواپیمایی اروپایی خواست تا اطلاع ثانوی از ورود به حریم هوایی ایران خودداری کنند.[۲۹۵]
- عباس موسوی سخنگوی وزارت امور خارجه گفت جمهوری اسلامی تابعیت دوگانه را برای جان‌باختگان هواپیمای سرنگون شده اوکراینی به رسمیت نمی‌شناسد.[۲۹۶]
- کریستیا فریلند، معاون نخست‌وزیر کانادا بر لزوم شفافیت و بررسی مستقل جعبه‌های سیاه هواپیما تأکید کرد و گفت: ما به یک تحلیل مستقل واقعی جعبه سیاه نیاز داریم و باید بدانیم که دقیقاً چه اتفاقی افتاد و چه کسی مسئول است؟ وی تأکید کرد که تا دستیابی به حقایق سرنگونی هواپیما از پا نمی‌نشینیم.
- اکسانا زولوتاریوا (Oksana Zolotaryova)، رئیس بخش حقوق بین‌الملل در وزارت خارجهٔ اوکراین گفت چنانچه در مراجعه به نهادهای بین‌المللی، ایران همکاری نکند، به دادگاه بین‌المللی شکایت خواهیم کرد.[۲۹۷]
- حامد اسماعیلیون پزشک و نویسنده ایرانی که همسر و فرزندش را دراین اتفاق از دست داد، با انتشار ویدئویی در شبکه‌های اجتماعی از تشکیل «انجمن خانواده‌های PS752» برای «دادخواهی این جنایت» خبر داد.[۲۹۸]
- جواد سلیمانی که همسرش را در سرنگونی هواپیما از دست داده است در واکنش به اظهارات امیرعلی حاجی‌زاده که گفته بود سپاه قصد داشت ۴۰۰ نقطه از مواضع آمریکا را موشک‌باران کند و به همین دلیل حریم هوایی را نبسته بودند گفت «این نشانه جنایت شماست.»[۲۹۹]

## پرداخت غرامت
طبق بند ۱ ماده ۲۰ کنوانسیون ورشو که هر دو کشور ایران و اوکراین عضو آن هستند، اوکراین مسئولیت این سقوط را بر عهده ندارد و ایران باید غرامت‌های لازم به خانواده‌ها پرداخت کند. این ماده می‌گوید: «اگر متصدی حمل و نقل ثابت کند که خود و عاملان او کلیه تدابیر لازم را برای جلوگیری از بروز خسارت اتخاذ نموده‌اند یا آن که اتخاذ چنین تدابیری برای او و عاملان او مقدور نبوده است مسئول نخواهد بود.»
بیمه مرکزی ایران نیز با اشاره به اینکه هواپیما سقوط نکرده و ساقط شده است، وظیفه پرداخت خسارت هواپیما و غرامت به خانواده‌ها را بر عهده ایران و نه شرکت‌های بیمه‌ای که هواپیما و پرواز را بیمه کرده بودند، عنوان کرده است.
دولت ایران قرار است مبلغ ۱۵۰ هزار دلار را به خانواده‌ها و وراث همه جان‌باختگان این پرواز پرداخت کند. این مبلغ پرداختی برای همه جان‌باختگان مستقل از ملیت، تابعیت و جنسیت یکسان است. این مبلغ در لایحه بودجه ۱۴۰۰ از صندوق ذخیره ارزی تأمین شده است. با توجه به اینکه پرداخت این غرامت بازگشت سرمایه ندارد، برداشت این مبلغ از صندوق ذخیره ارزی، عملاً انحراف از اهداف تعریف شده برای صندوق توسعه است. علاوه بر پرداخت غرامت به خانواده‌ها، دولت ایران باید غرامت هواپیمای سرنگون شده را به اوکراین نیز پرداخت کند. این غرامت به همراه غرامت پرداختی به خانواده‌ها حدود ۲۰۰ میلیون یورو برآورد شده است. تمام این غرامت از صندوق مذکور برداشت خواهد شد.
خانواده‌های قربانیان این حادثه تأکید دارند اول باید محاکمه انجام شود و سپس غرامت به خانواده‌ها پرداخت شود. حامد اسماعیلیون، نماینده خانواده‌های قربانی از طرف خانواده‌ها گفت: «دولت ایران به عنوان پیمانکار سپاه پاسداران عمل می‌کند، یکی می‌کشد و دیگری غرامت می‌دهد. اما اینبار متفاوت است. همه خانواده‌ها متحد و یک‌صدا هستند. ما قبل از حقیقت، دادگاه و عدالت غرامت نمی‌خواهیم.»
کانادا، بریتانیا، سوئد و اوکراین، ایران را به ایجاد مانع در جبران خسارت برای خانواده قربانیان هواپیمای اوکراینی متهم کردند. وزرای خارجه این چهار کشور در بیانیه ای مشترک ناامیدی عمیق خود را از اینکه جمهوری اسلامی ایران درخواست‌های متعددشان برای مذاکره در مورد غرامت را نپذیرفته است ابراز کردند. گروه همآهنگی و واکنش بین‌المللی برای قربانیان پرواز PS۷۵۲ در بیانیه خود گفتند در صورتی که ایران به اجتناب از مذاکره با این گروه ادامه دهد، گروه همآهنگی چاره‌ای جز بررسی جدی سایر اقدامات و تدابیر برای حل این موضوع در چارچوب حقوق بین‌الملل نخواهد داشت.

## آثار هنری
در رابطه با سقوط هواپیمای تهران کیف در دیماه ۱۳۹۸ آثار هنری متفاوتی از سوی هنرمندان تولید و منتشر شد از جمله تصاویر گرافیکی که منتشر شد و همچنین اشعاری که در این زمینه سروده شد.

### آثار تصویری و حجمی
موشن پوستری با عنوان «آه از غمی که تازه شود با غمی دیگر» منتشر شد. به گزارش خبرگزاری فارس، دیوارنویسی میدان ولی عصر تهران نیز به مناسبت ایام سقوط هواپیمای اوکراینی تغییر کرد که حاوی این بیت شعر نوشت شده بود «آه از غمی که تازه شود با غمی دگر/ جز همدلی نباشدمان مرهمی دگر» در این دیوارنگاره اسامی جانباختگان نیز در زمینه مشکی درج شده است.

### آثار موسیقایی
مهدی یراحی خواننده پاپ در آستانهٔ سالگرد سانحهٔ پرواز ۷۵۲ هواپیمای اوکراینی، موزیک و موزیک ویدئوی «عکس شد» را با این مضمون و به یاد قربانیان این سانحه منتشر کرد.
علی عظیمی در سالگرد این حادثه، موزیک ویدئوی «خونه باهار» را به یاد قربانیان این حادثه منتشر کرد. این موزیک ویدئو از کنارهم گذاشته شدن ویدئوهای کوتاهی از قربانیان این حادثه ساخته شده است.
شاهین نجفی و بابک امینی در سالگرد این حادثه، ترانه ای به نام «پرواز» را به یاد قربانیان این سانحه منتشر کردند. نجفی و امینی همچنین چند روز قبل از انتشار موزیک، دموی این ترانه را به صورت زنده اجرا کردند و در توضیحات آن این ترانه را به بازماندگان این حادثه تقدیم کردند.

### سینما
حسین رجبیان فیلمساز و زندانی سیاسی در پی سانحه پرواز شماره ۷۵۲ هواپیمایی بین‌المللی اوکراین فیلم خود «تحت عنوان آفرینش بین دو سطح» را برای همراهی با مردم ایران و داغداران حادثه هواپیمای اکراین به‌صورت رایگان در اینترنت منتشر نمود.
فیلم مستند ۷۵۲ یک عدد نیست ساختهٔ بابک پیامی، که به زندگی حامد اسماعیلیون پس از حادثه می‌پردازد، در جشنواره بین‌المللی فیلم تورنتو ۲۰۲۲ اکران شده است.

## نکات
- سانحهٔ پرواز ۷۵۲ هواپیمایی بین‌المللی اوکراین، نخستین سانحهٔ این شرکت از زمان آغاز فعالیت‌هایش محسوب می‌شود[۳۱۶]
- این حادثه یکی از مرگبارترین سوانح هوایی ایران در دههٔ ۹۰ و مرگ‌بارترین حادثه مربوط به هواپیمای بویینگ ۷۳۷ سری ۸۰۰ است. همچنین به لحاظ تعداد تلفات حادثه، در بین همه سوانحی که برای هواپیمای بوئینگ ۷۳۷ در مدل‌های مختلف رخ داده است پس از پرواز ۶۱۰ لاین‌ایر، دومین سانحهٔ مرگبار این هواپیما به‌حساب می‌آید. همچنین بزرگ‌ترین تلفات جانی کشور کانادا در صنعت هوانوردی از زمان بمب‌گذاری سال ۱۹۸۵ پرواز شماره ۱۸۲ خطوط هوایی هند را شامل می‌شود.[۳۱۷][۳۱۸] در ایران پس از سقوط هواپیمای ایلیوشن-۷۶ سپاه در سال ۱۳۸۱، حادثه‌ای با این تعداد تلفات رخ نداده بود.
- در سال ۲۰۱۲، نیویورک تایمز در مقاله‌ای بر پایه یک گزارش طبقه‌بندی‌شده از پنتاگون که به حوادث ناخواسته سامانه‌های پدافندی در جهان می‌پرداخته، بیان کرده بود که پدافند هوایی و نیروی هوایی ایران دفعات متعددی به اشتباه علیه اهداف ناشناخته یا بی‌خطر و به‌غلط شناسایی‌شده اقدام کرده‌اند. در این گزارش آمده است که پایین بودن و ناکافی بودن سطح ارتباطات در نیروهای نظامی ایران، و نیز مشکلات آموزش نیروها به قدری زیاد است که این حوادث در آینده نیز ادامه خواهد یافت.[۳۱۹]
- دانشگاه تورنتو برای گرامیداشت یاد جان‌باختگان، بورسیه تحصیلی جدیدی برای دانشجویان ایرانی علاقه‌مند به تحصیل در این دانشگاه یا افراد علاقه‌مند به تحصیل در رشته‌های ایران‌شناسی در مقاطع کارشناسی و کارشناسی ارشد راه‌اندازی کرد. هشت نفر از قربانیان، از جمله ۶ دانشجو، عضوی از جامعه دانشگاه تورنتو بودند.[۳۲۰]

## اظهارات
- فرمانده سپاه پاسداران در جلسه غیرعلنی مجلس دربارهٔ رسیدن خبر اصابت موشک به هواپیمای اوکراینی در شب عملیات علیه پایگاه‌های آمریکا گفت:[۳۲۱][۳۲۲] «ما خودمان منشأ این فرضیه بودیم که موشک ما، هواپیما را ساقط کرده است. اگر ما مطرح نمی‌کردیم هیچ‌کس نمی‌توانست متوجه شود». ویدیوی تقطیع‌شدهٔ سخنان او چند ساعت پس از برپایی جلسهٔ غیرعلنی مجلس، در تلویزیون ایران پخش شد[۳۲۱]
- نادر طالب زاده در صدا و سیما در واکنش به شلیک موشک پدافند سپاه پاسداران به هواپیمای مسافربری اوکراین گفت: از این اتفاق ۱۰ تای دیگر هم بیفتد در برابر اتفاق اصلی (حمله موشک‌های ایران به پایگاه آمریکا در عراق) هیچ است.[۳۲۳]
- حامد اسماعیلیون که فرزند و همسرش را در سرنگونی این هواپیما از سوی سپاه از دست داده است، خبر داد که وسایل باقیمانده از سرنشینان و قطعات باقی‌مانده از هواپیما را جمع‌آوری و از بین برده‌اند و تا به حال سه بار وسایل و حتی چمدان‌ها و لباس‌های باقیمانده عزیزان ما را در بیابان‌های شاهدشهر به آتش کشیده‌اند.[۳۲۴]
- رضا علیجانی در مصاحبه با یورونیوز رهبر ایران سید علی خامنه‌ای را در رابطه با سقوط هواپیما مقصر دانست، وی گفت مسئولان رده بالای جمهوری اسلامی به‌ویژه خامنه‌ای از همان لحظات اول حقیقت را می‌دانستند و در واقع سه روز دروغ گفتند.[۳۲۵]
- دمیترو کولِبا، وزیر خارجه اوکراین، صبح سه‌شنبه ۳۱ تیر ۱۳۹۹، در نشستی خبری گفت: ایران باید با جزئیات توضیح بدهد چه پیش آمد. «در جهان مدرن، ساقط کردن هواپیما فراتر از قدرت یک نفر است؛ حتی اگر آن یک نفر به‌شدت زیرک، با استعداد و سرشار از انگیزه‌های شرورانه باشد». وزیر خارجه اوکراین همچنین تأکید کرد کشورش می‌خواهد جزئیات را دربارهٔ ساقط کردن هواپیمای غیرنظامی صلح‌آمیز بداند و چرا هواپیمای اوکراینی، و نه دیگر هواپیماهایی که آن زمان در آسمان ایران بودند؟[۲۰۷]
- در ۶ اکتبر ۲۰۲۰ آلیز میلز، سخنگوی خانواده‌ها و نزدیکان قربانیان هواپیمای اوکراینی گفت که آنها خواستار مجازات مسئولان ایرانی این حادثه شده‌اند.[۳۲۶]
- در ۲۰ دی ۱۴۰۰ مصاحبه‌ای از محسن اسدی‌لاری و زهرا مجد، (والدین جان‌باختگان محمدحسین و زینب اسدی‌لاری) در روزنامهٔ شرق منتشر شد که بر آن اساس حسین سلامی، فرماندهٔ سپاه پاسداران حدود چهل روز پس از سانحه مخفیانه به دیدارشان رفته و به آنها گفته است اگر هواپیمای اوکراینی سقوط نمی‌کرد با آمریکا جنگ درمی‌گرفت.[۳۲۷] گفتند شما می‌دانید بچه‌های شما چه جایگاهی دارند و از شهید وسط وسط جبهه جنگ هم نقششان بیشتر است. حالا هی توصیف و توصیف، وسط جبهه جنگ و وسط خط مقدم. می‌گفتند می‌دانید اگر اینها نبودند، چه جنگی می‌شد؟ گفت اگر که این اتفاق نمی‌افتاد، ۱۰ میلیون جمعیت کشته می‌شدند و این واقعه باعث شد که این جنگ رخ ندهد.[۳۲۸]